# Biserica Sfinții Arhangheli din Voșlăbeni

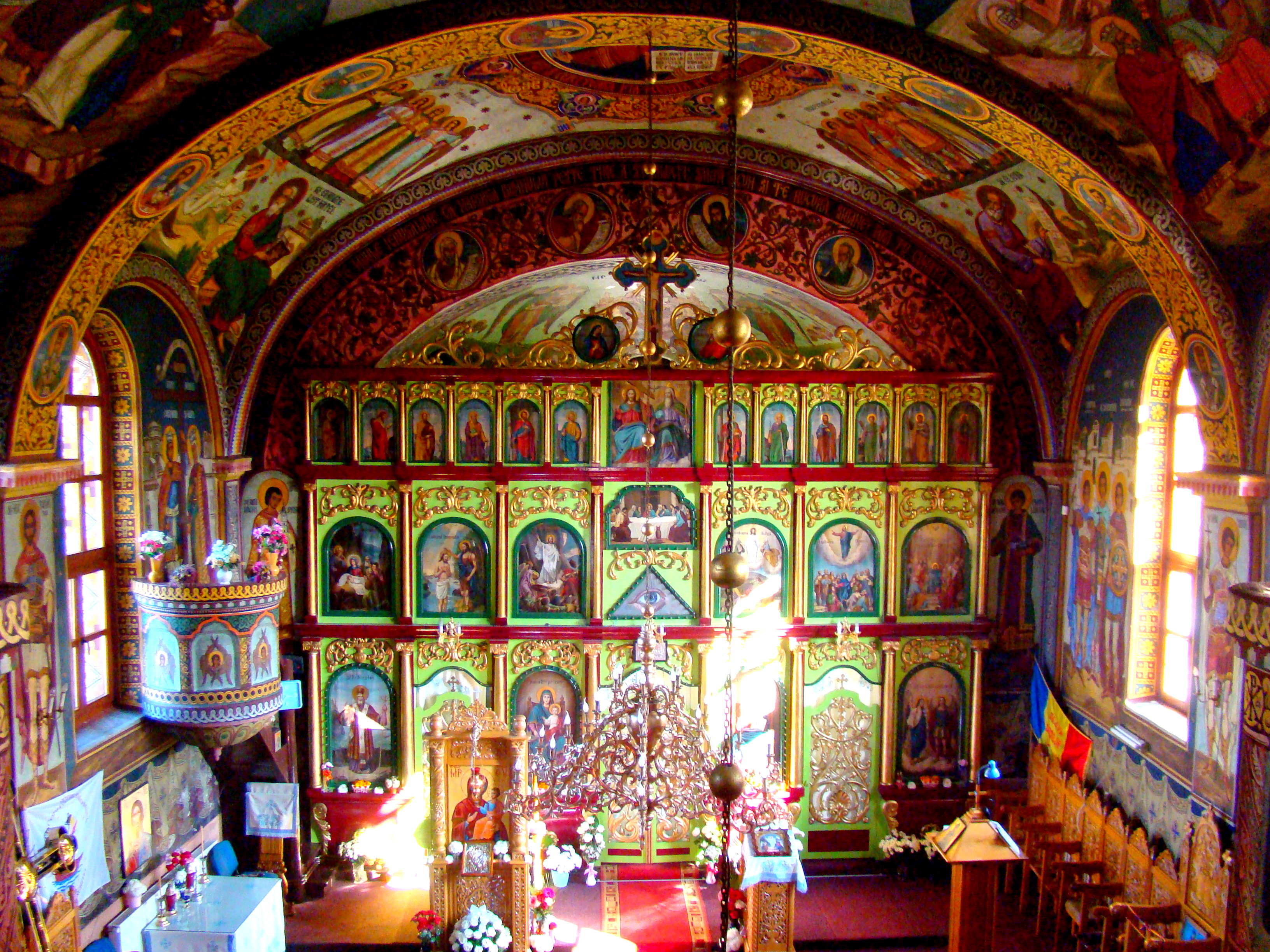
Nava spre iconostas

Biserica  Sfinții Arhangheli este un monument istoric aflat pe teritoriul satului Voșlăbeni, comuna Voșlăbeni, județul Harghita. Figurează pe lista monumentelor istorice  cod LMI HR-II-m-B-13010.

## Istoric și trăsături
Satul Voșlăbeni este situat în partea de sud a Depresiunii Giurgeului, la poalele dealului Cocoșelul. Biserica a fost edificată în anul 1864, pe locul unei biserici de lemn, care nu mai corespundea nevoilor parohiei. Vechea biserică fusese sfințită în anul 1714 de episcopul Sava al III-lea al Romanului, după cum era scris pe un antimis găsit sub piatra de altar a bisericii de protopopul din Gheorgheni, Ilie Câmpeanu. Înscrisul respectiv demonstrează că, din punct de vedere administrativ-jurisdicțional, această unitate parohială aparținea de Moldova.
Biserica actuală este construită în stil neogotic, în formă de navă, acoperită de o boltă semicilindrică. Iconostasul este din lemn sculptat, iar pictura pe pânză a fost realizată de pictorul Ioan Gergely din Gheorgheni. Are hramul „Sfinții Arhangheli Mihail și Gavriil”.
De-a lungul timpului biserica a trecut de mai multe ori prin lucrări ample de renovare și întreținere.  Între 1929 și 1930 zidurile au fost înălțate cu un metru, iar turla cu trei metri, după terminarea lucrărilor biserica fiind binecuvântată de episcopul locului. În anul 1969, în timpul păstoririi preotului Gavril Colceriu, fiu al satului, biserica a fost pictată în întregime, în frescă, de pictorul Ioan Căzilă din Sibiu. A fost ulterior resfințită de Mitropolitul Ardealului. În anul 2007 a fost consolidată fundația prin placare cu piatră și a fost acoperită biserica cu tablă zincată.

## Imagini din exterior

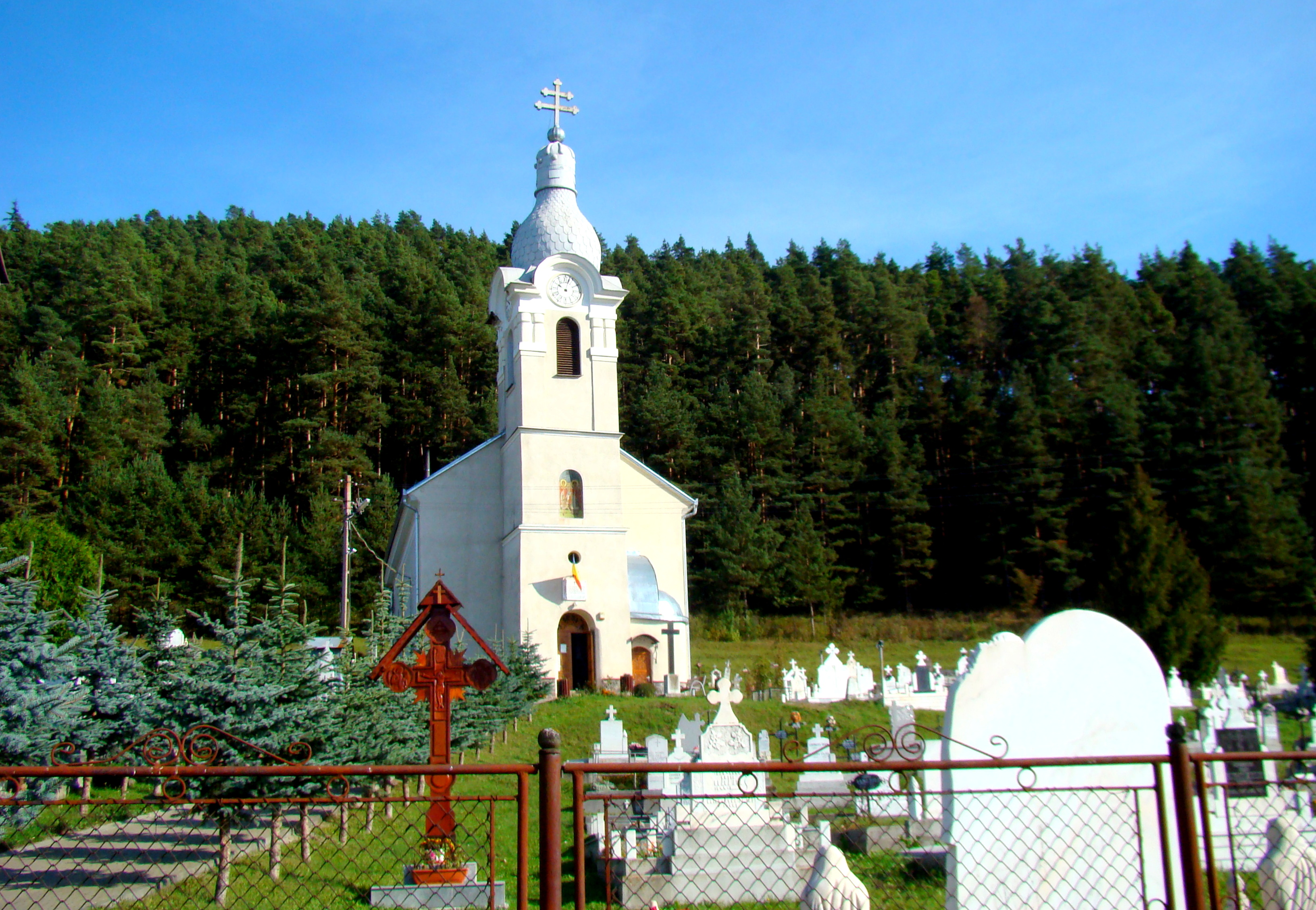
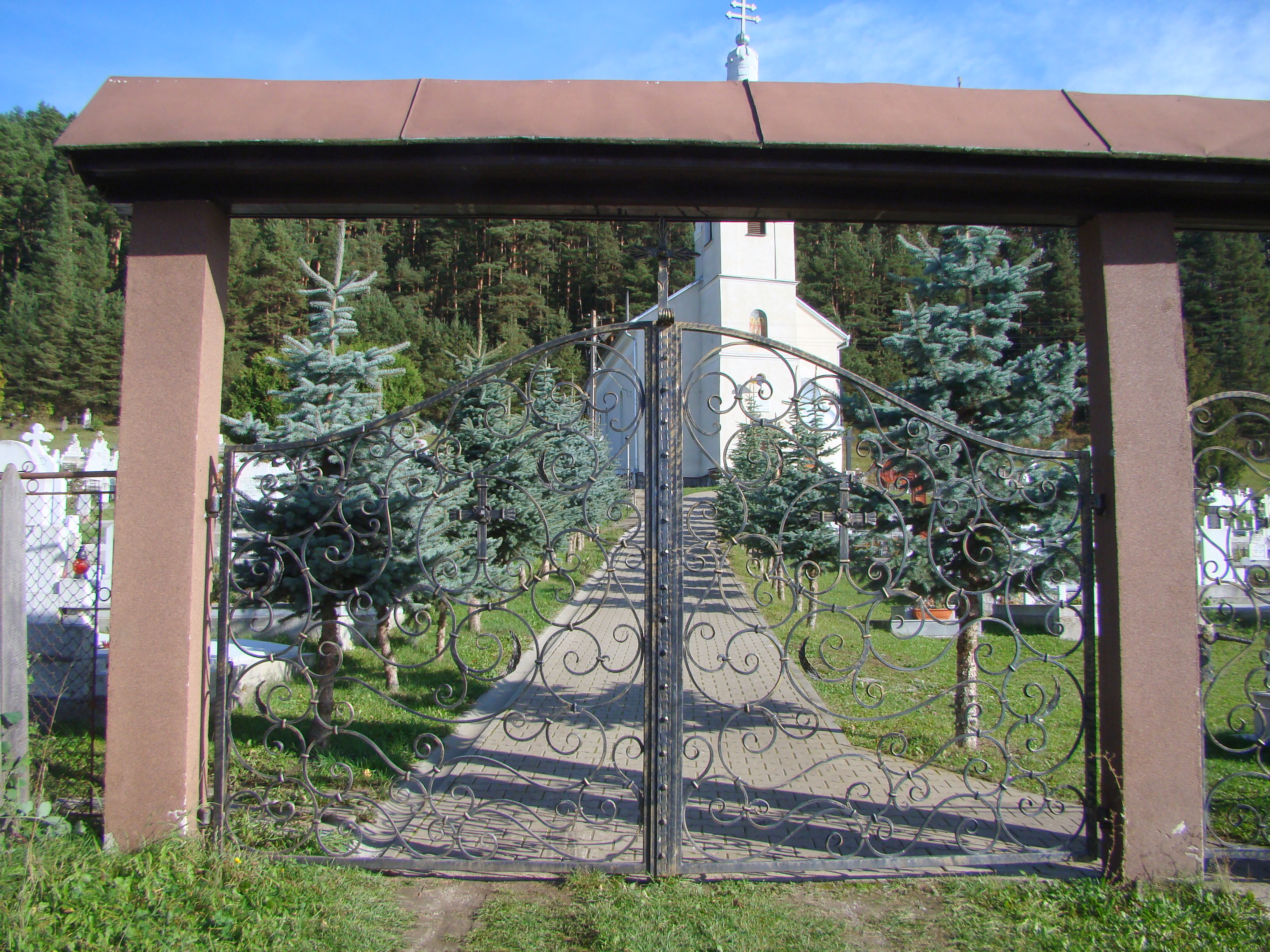
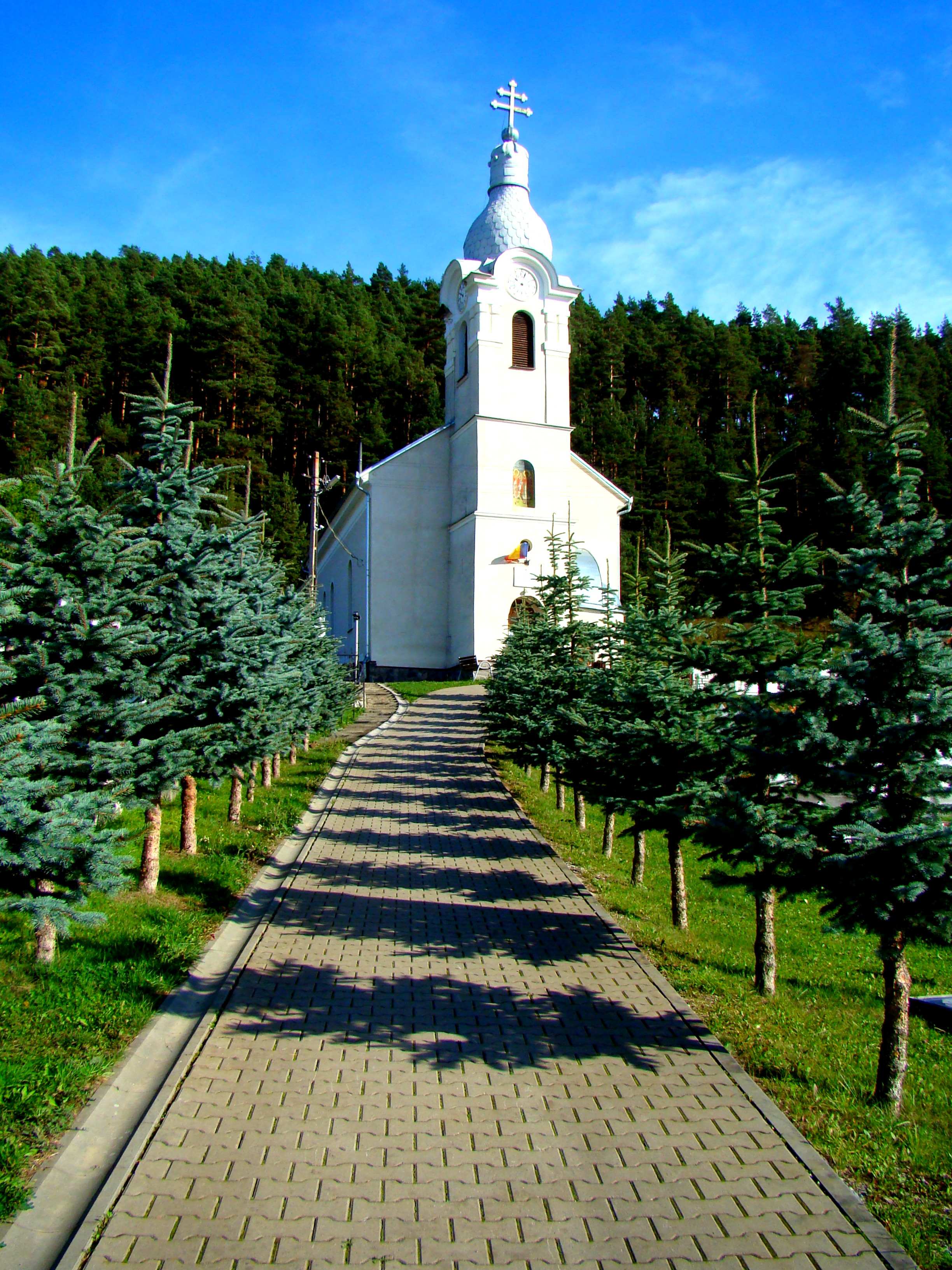
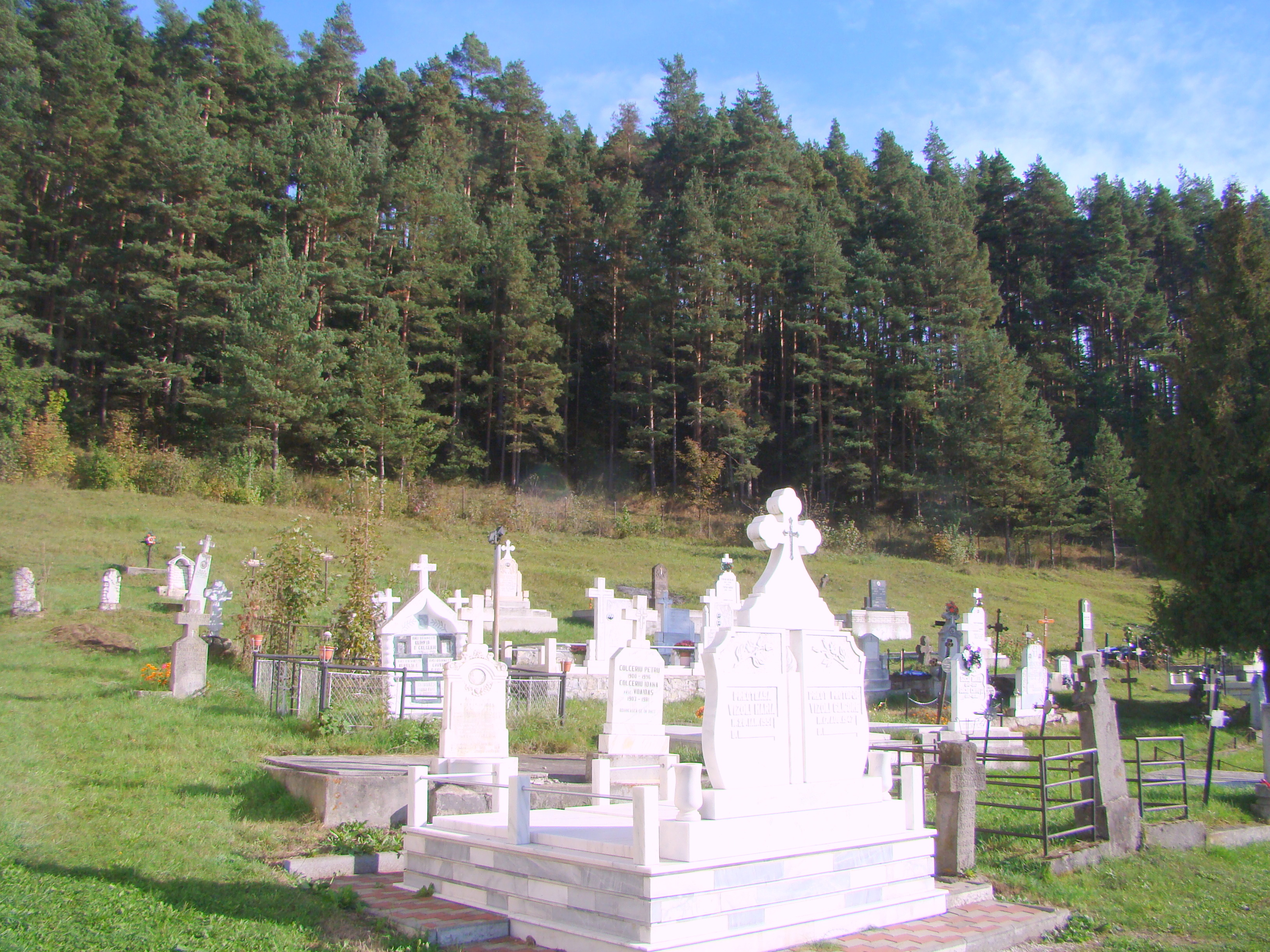
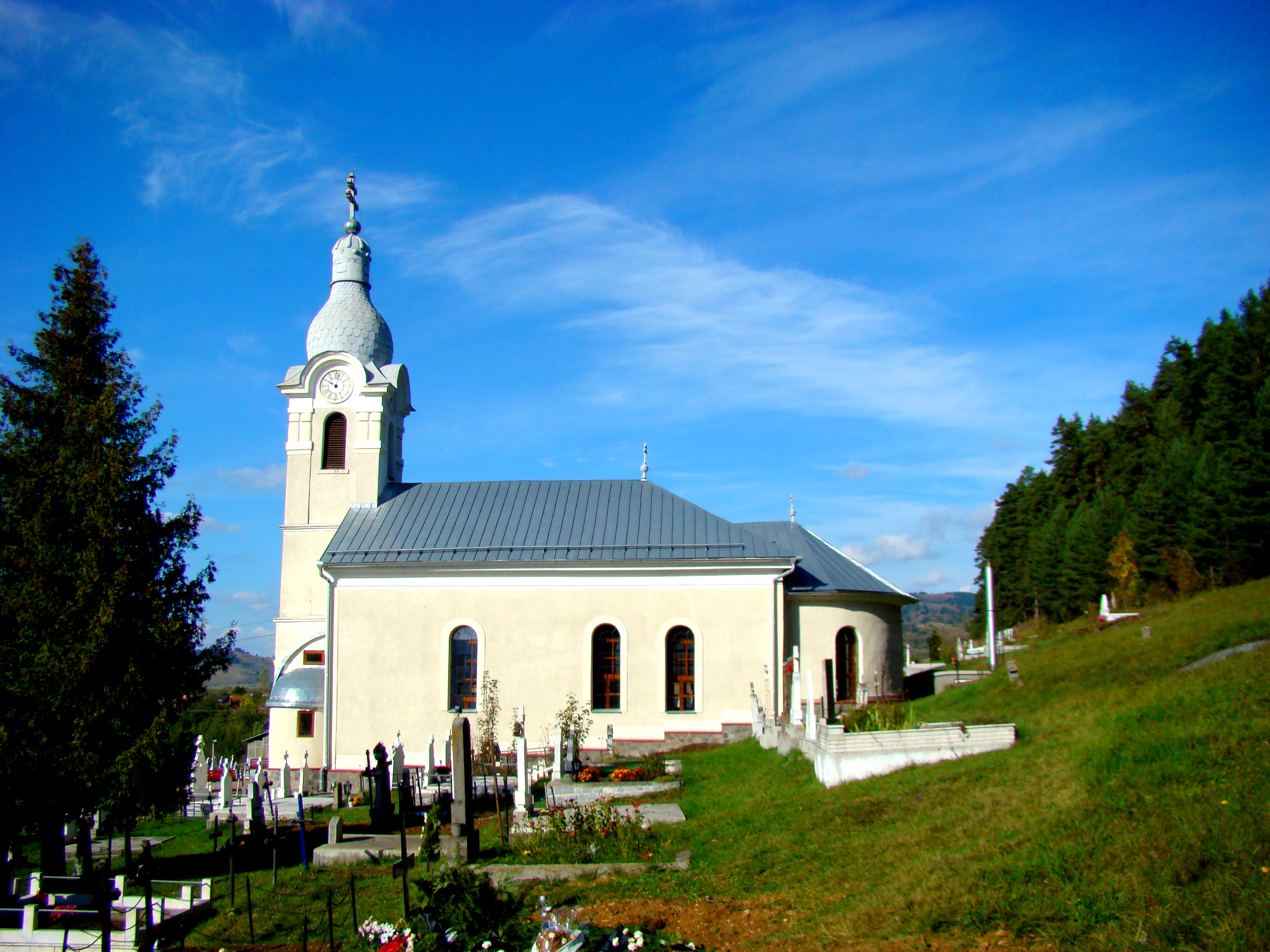
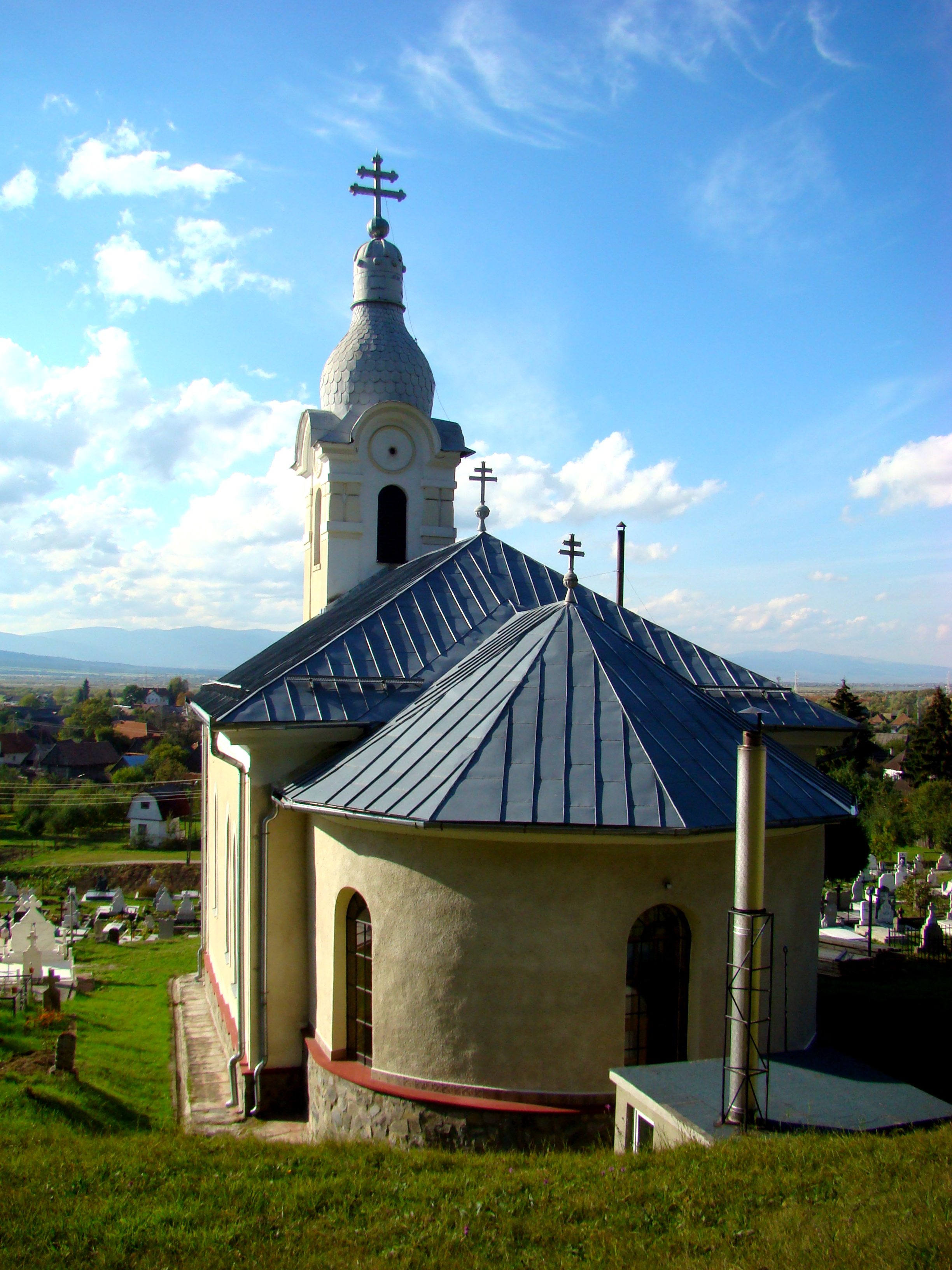
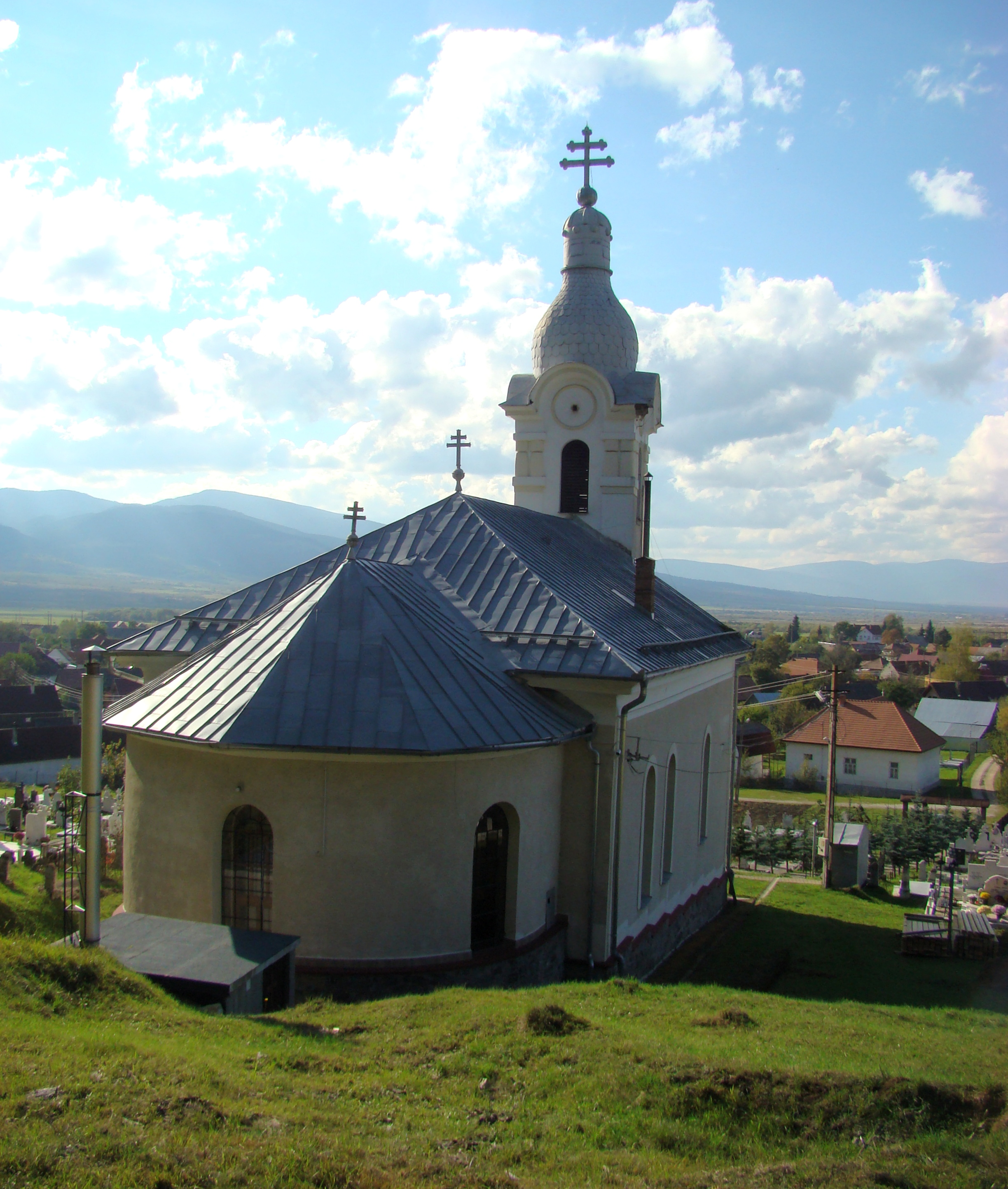
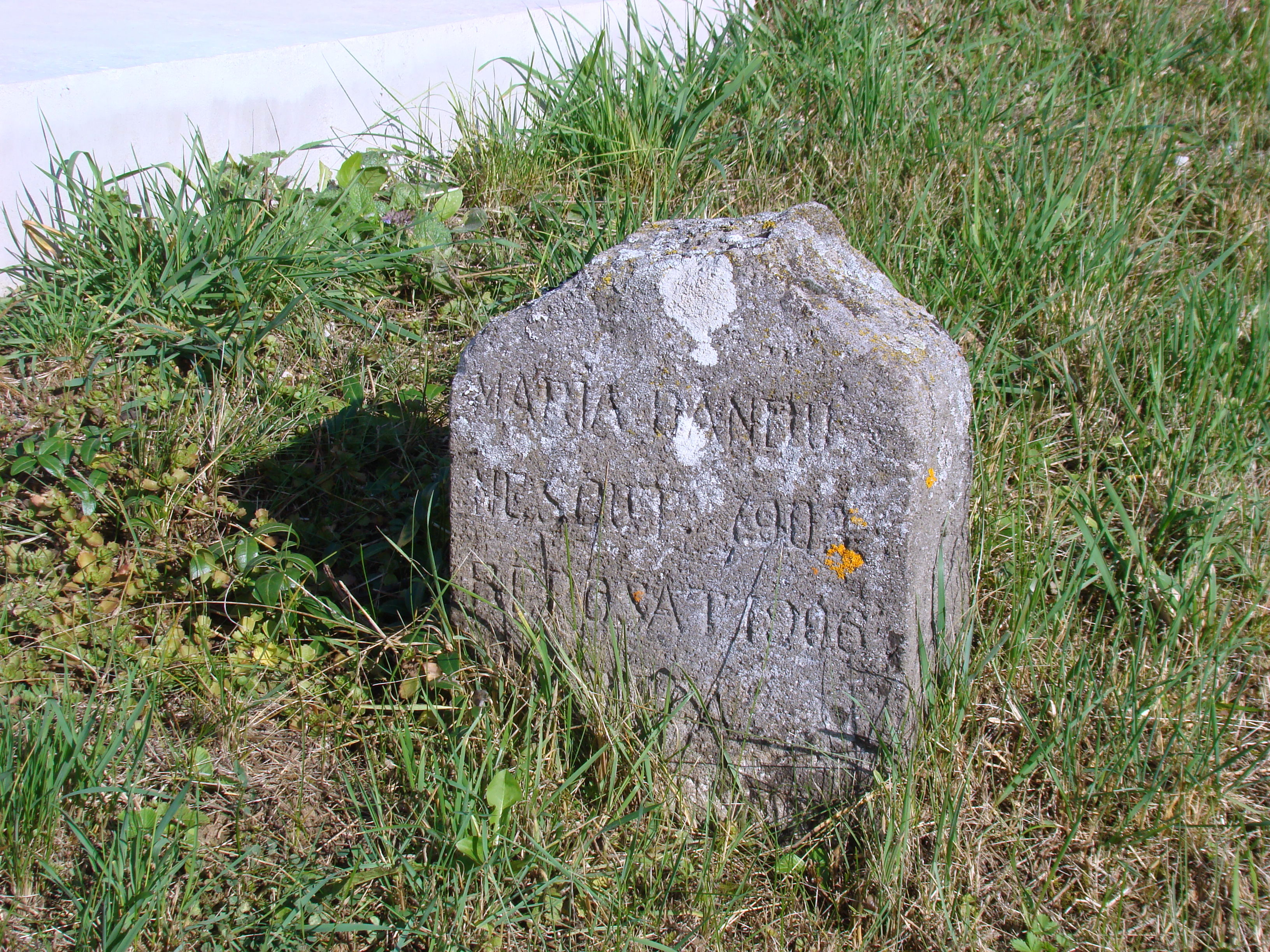
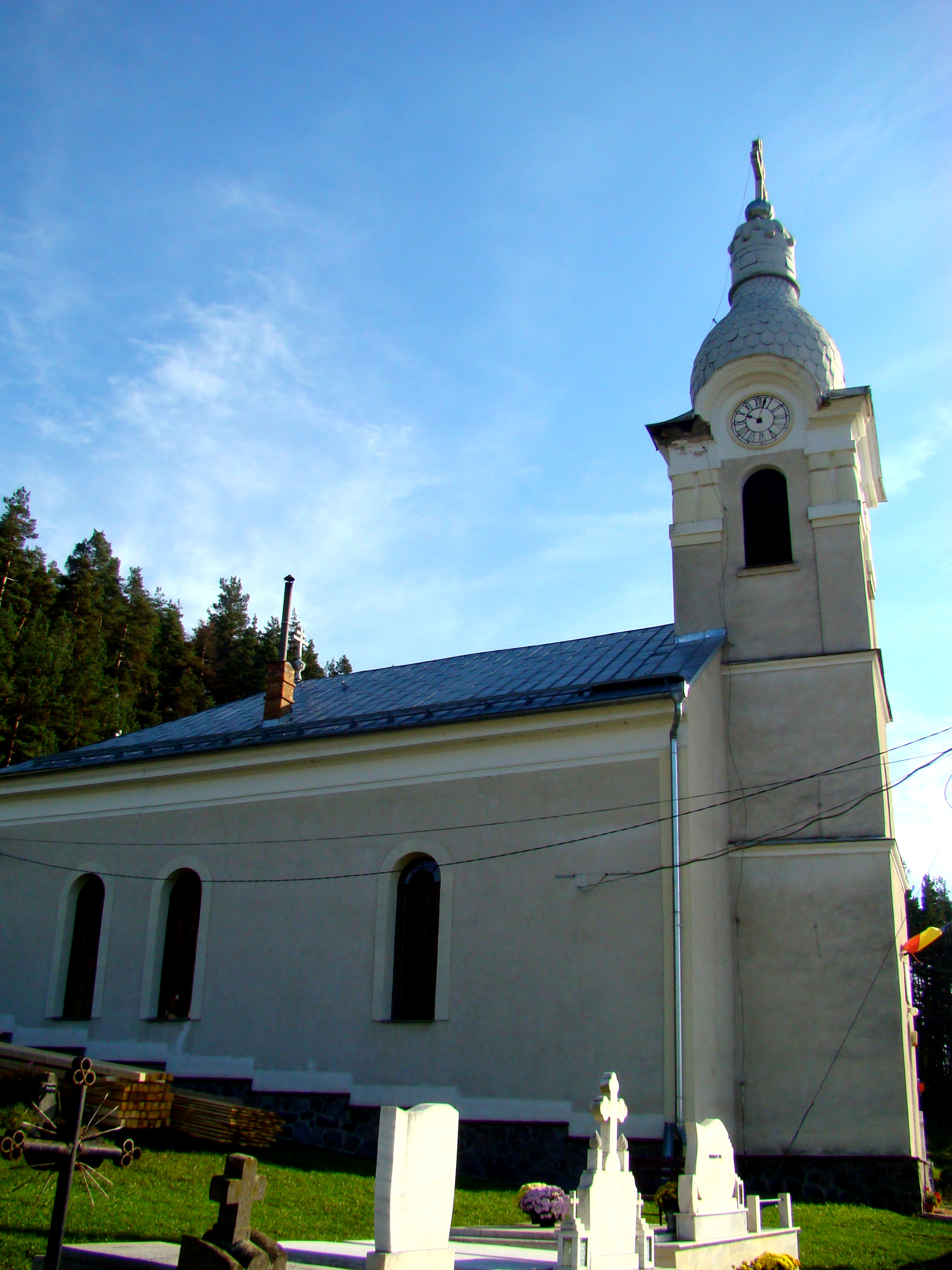
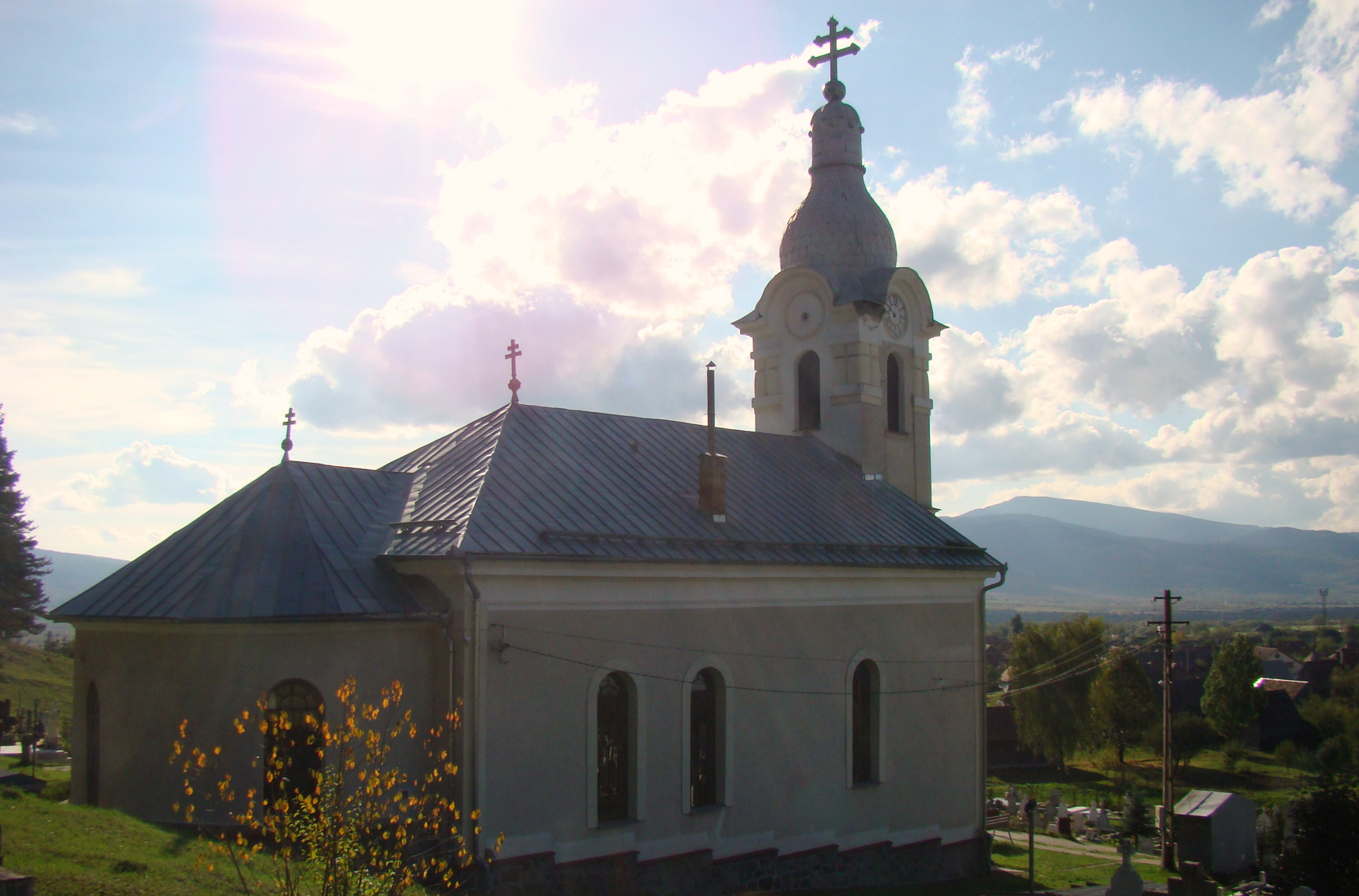
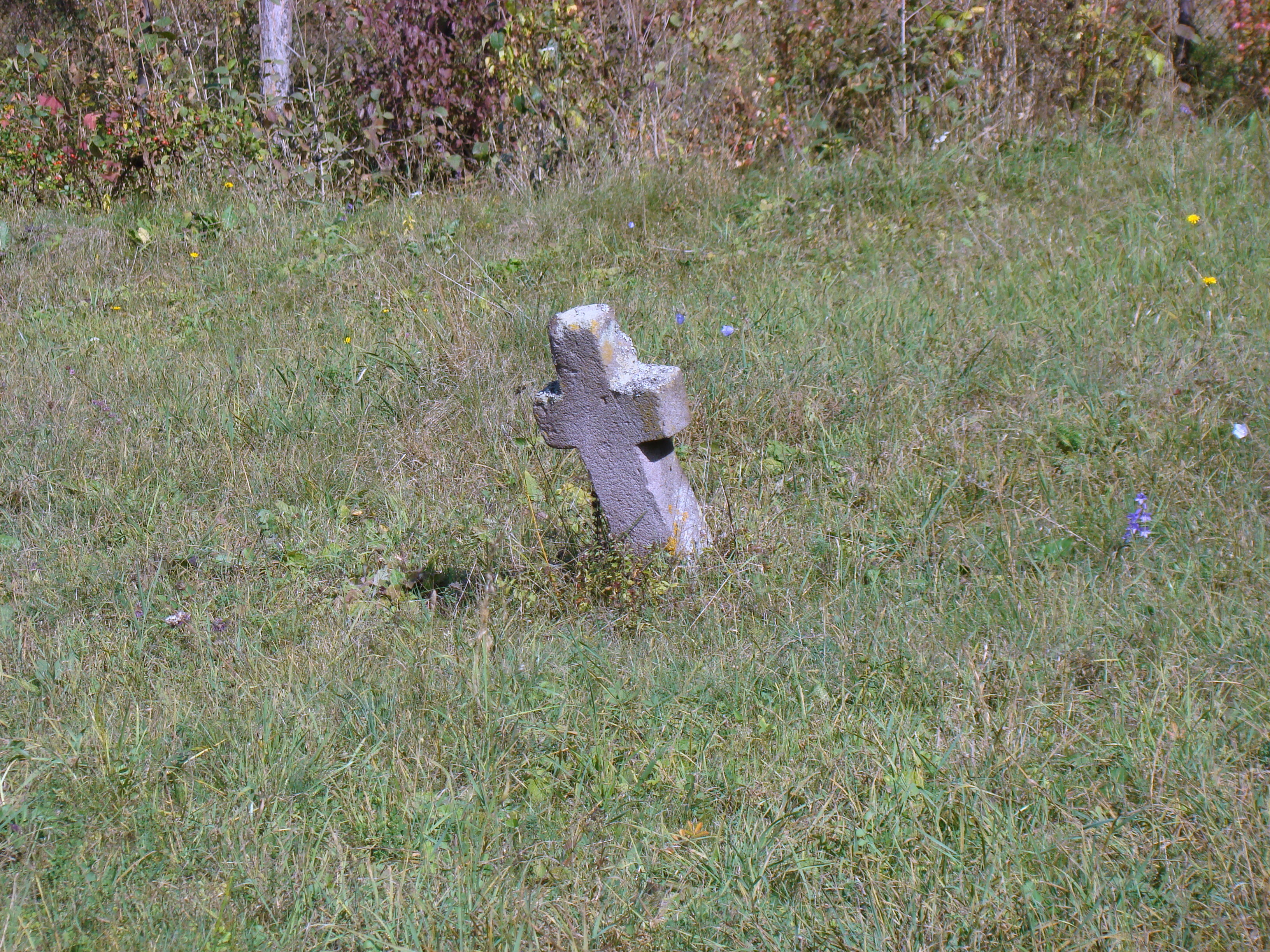
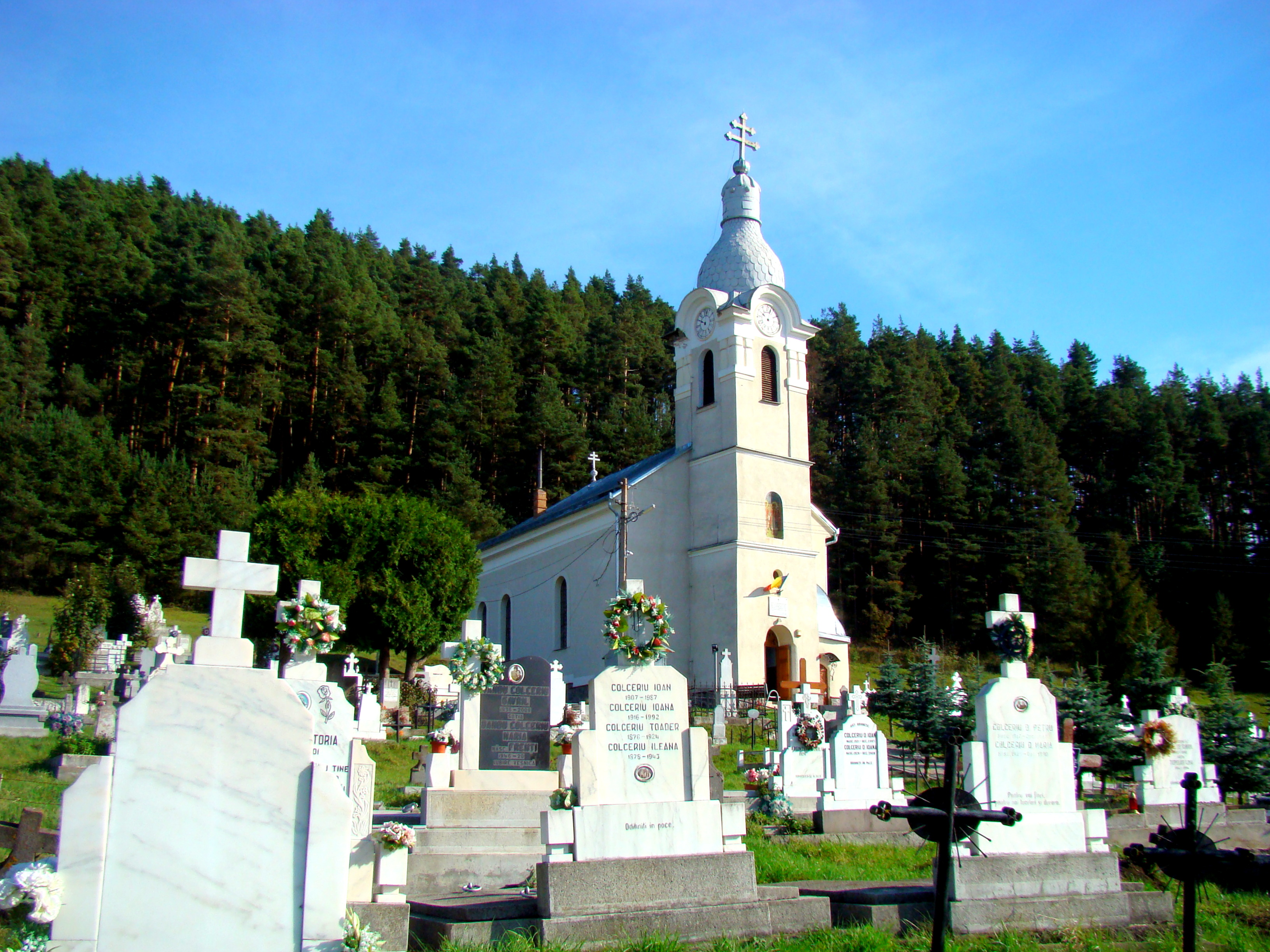
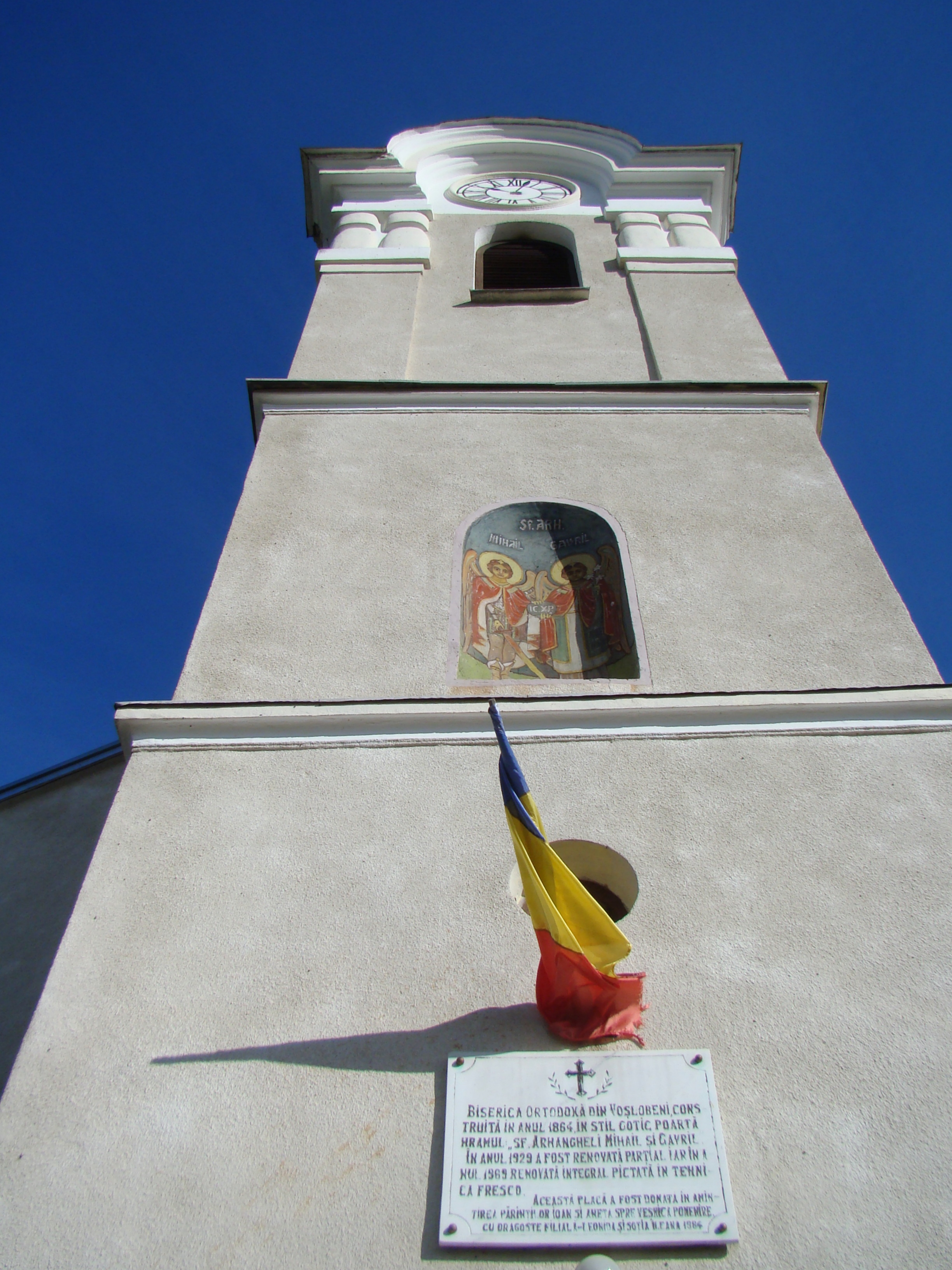
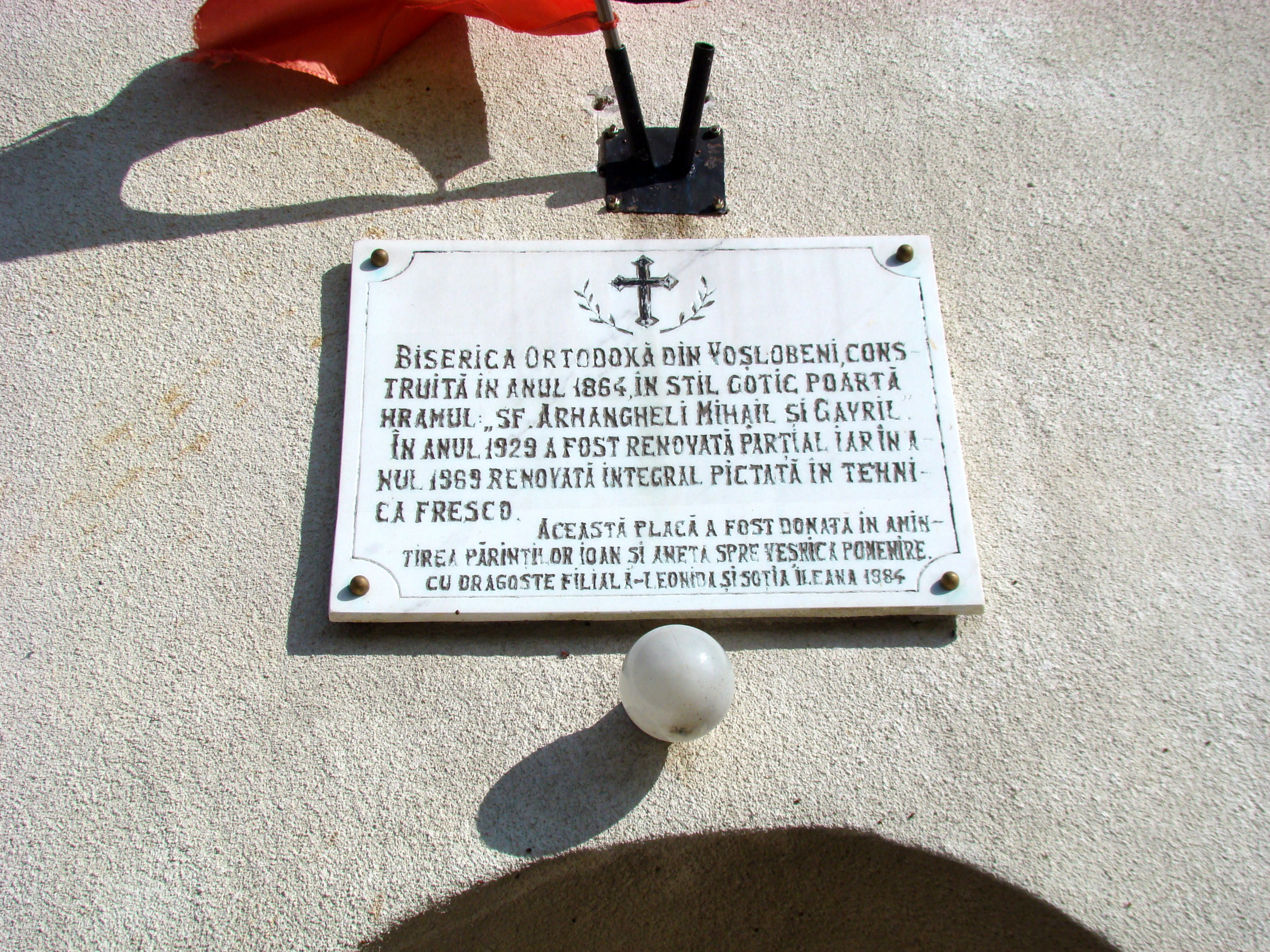
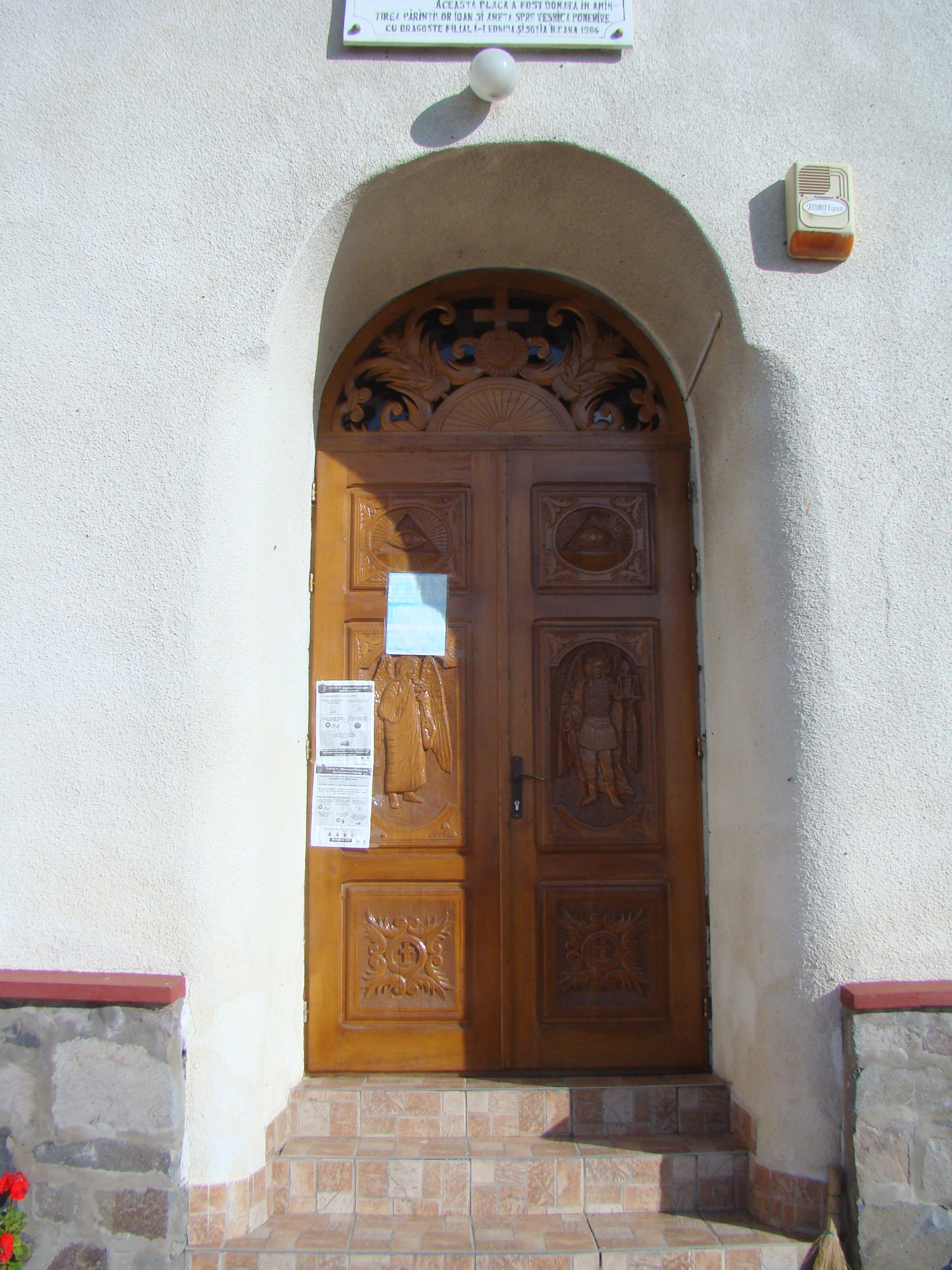
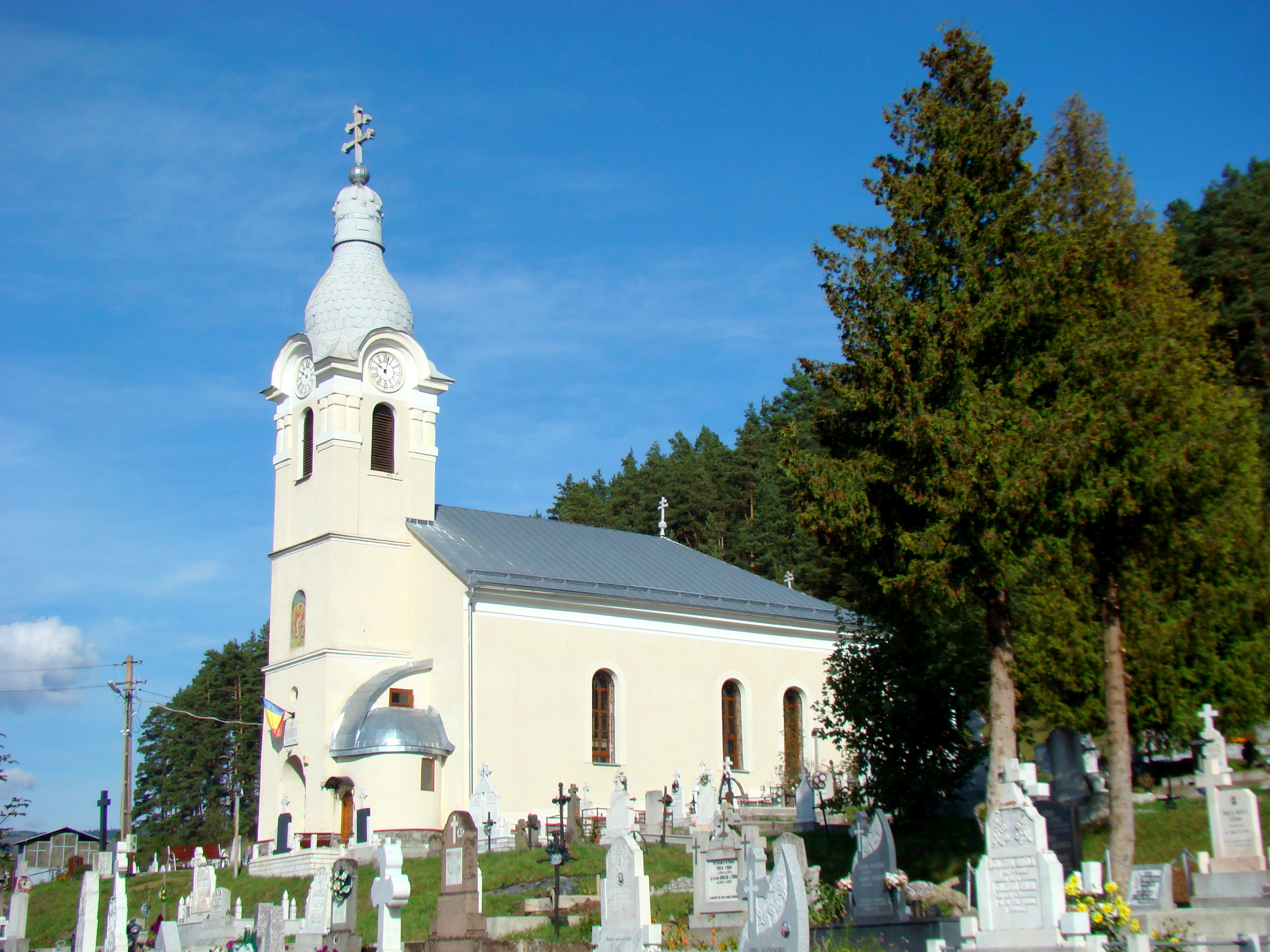
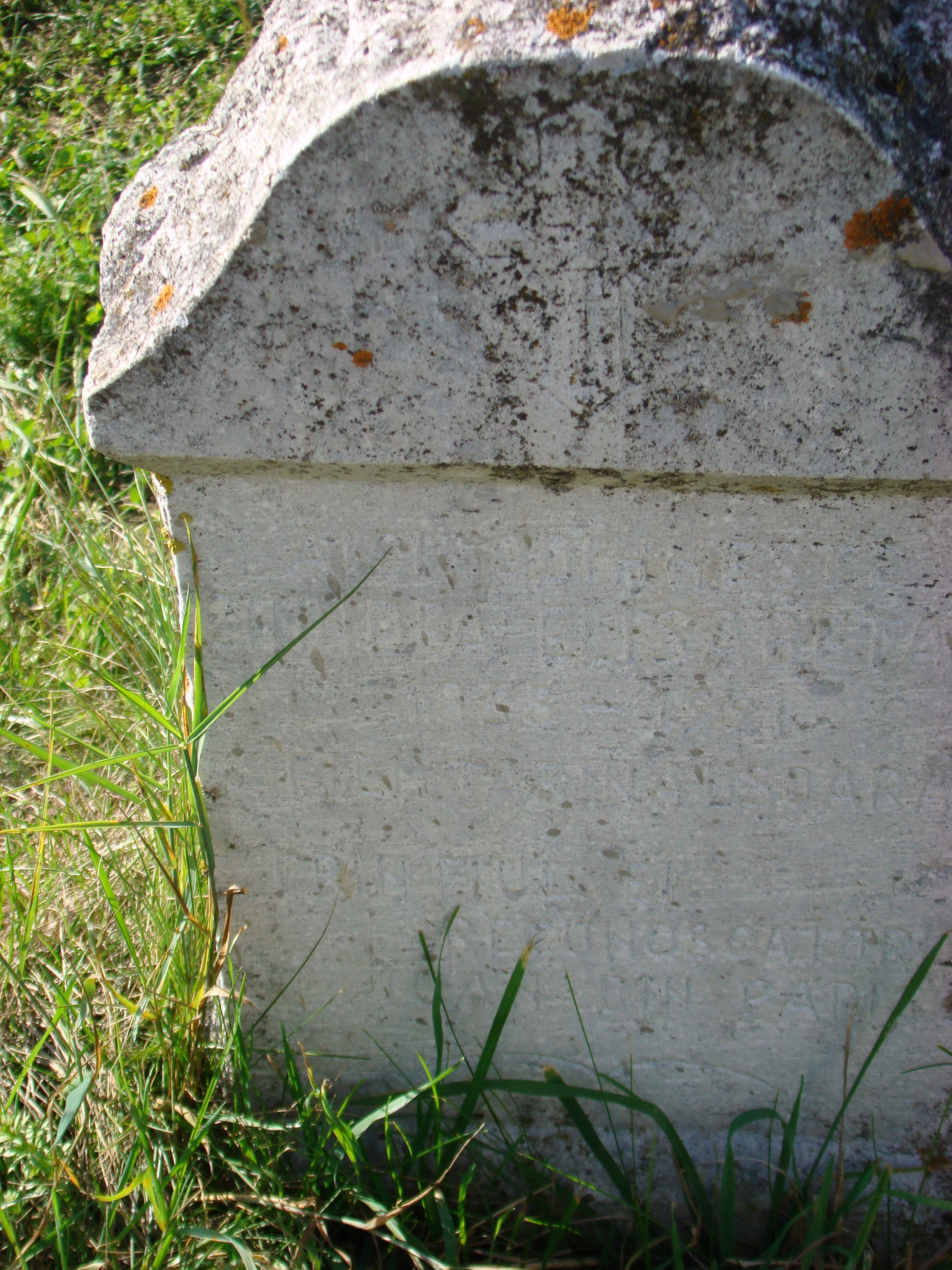
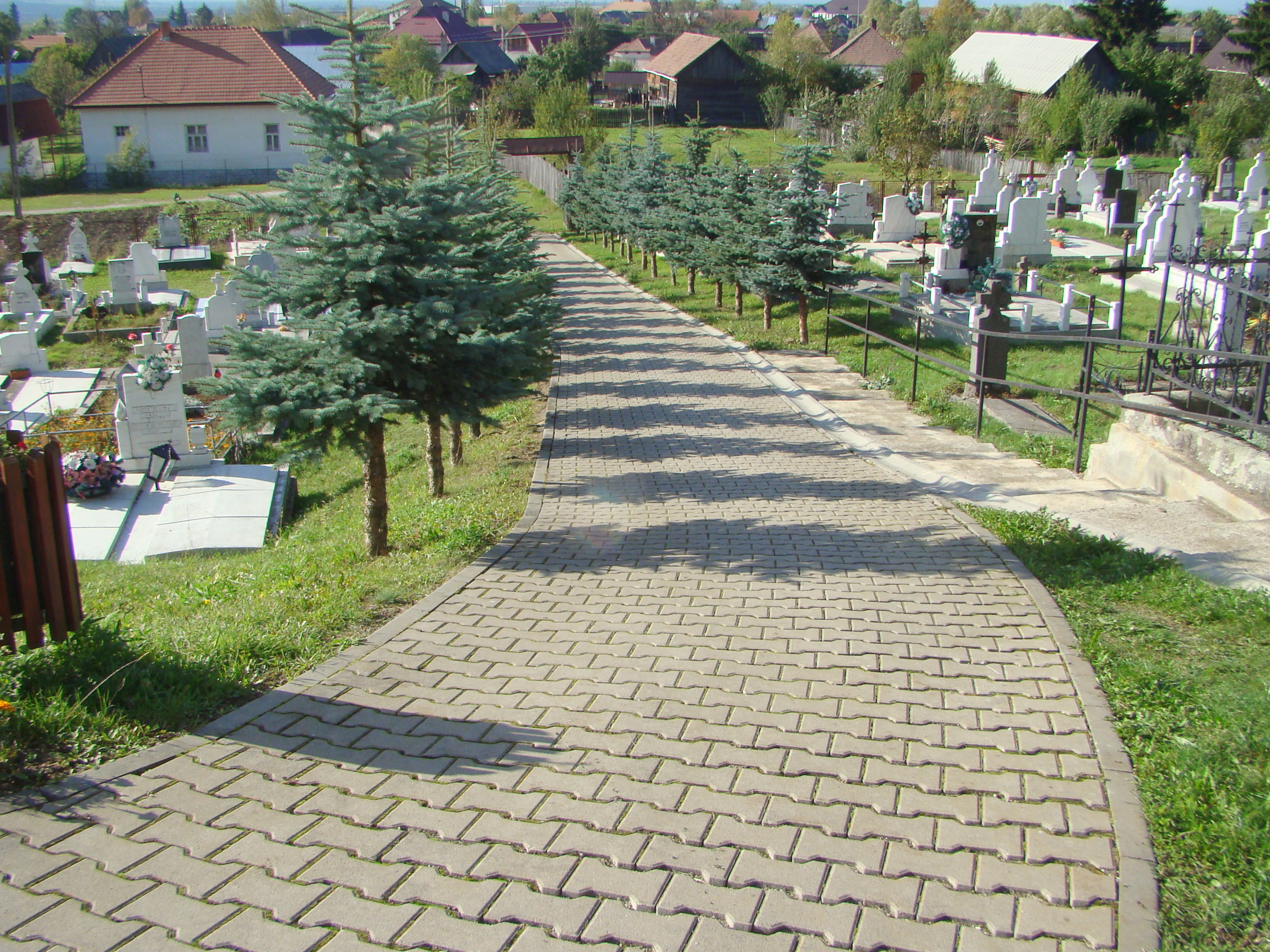
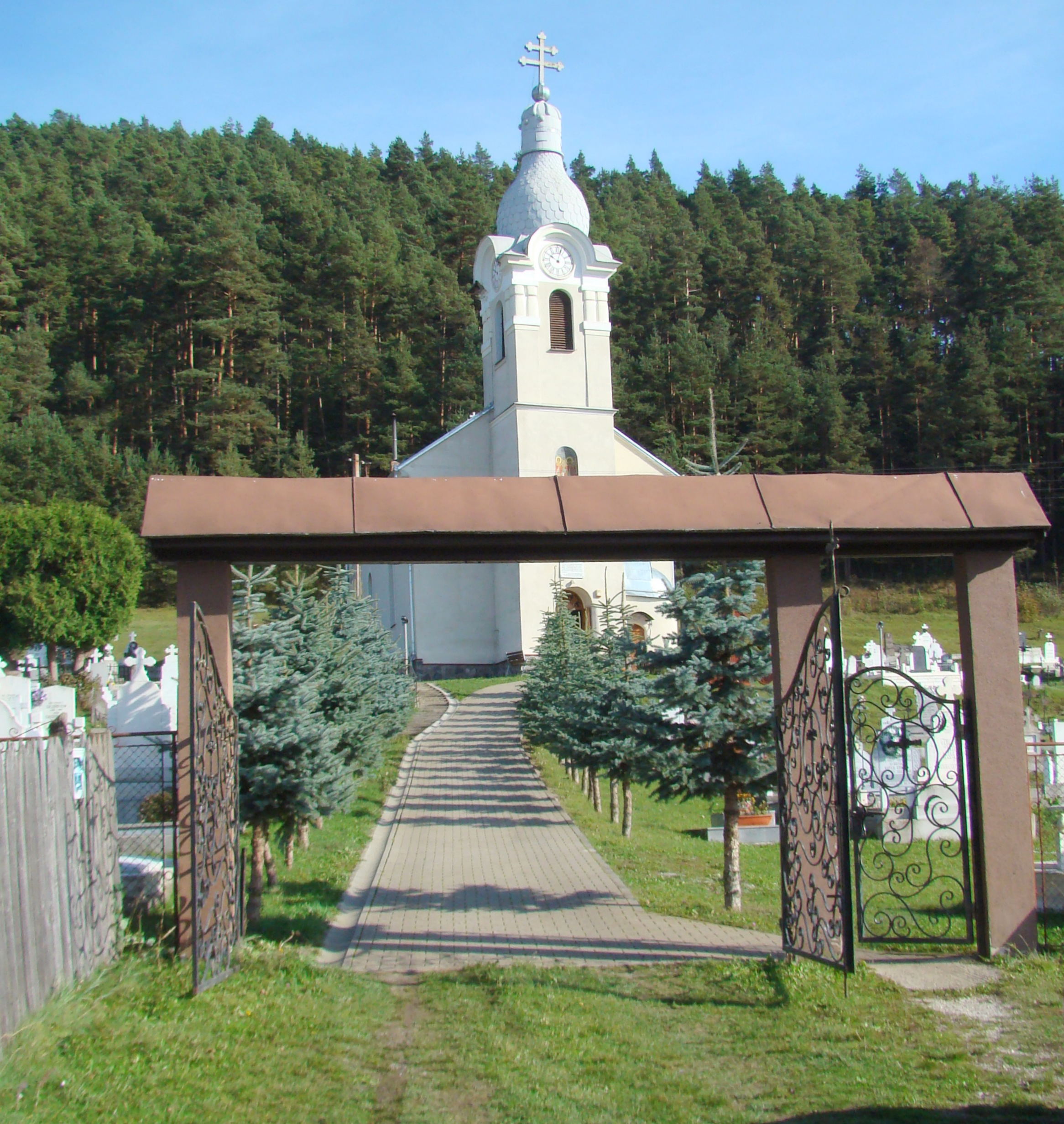
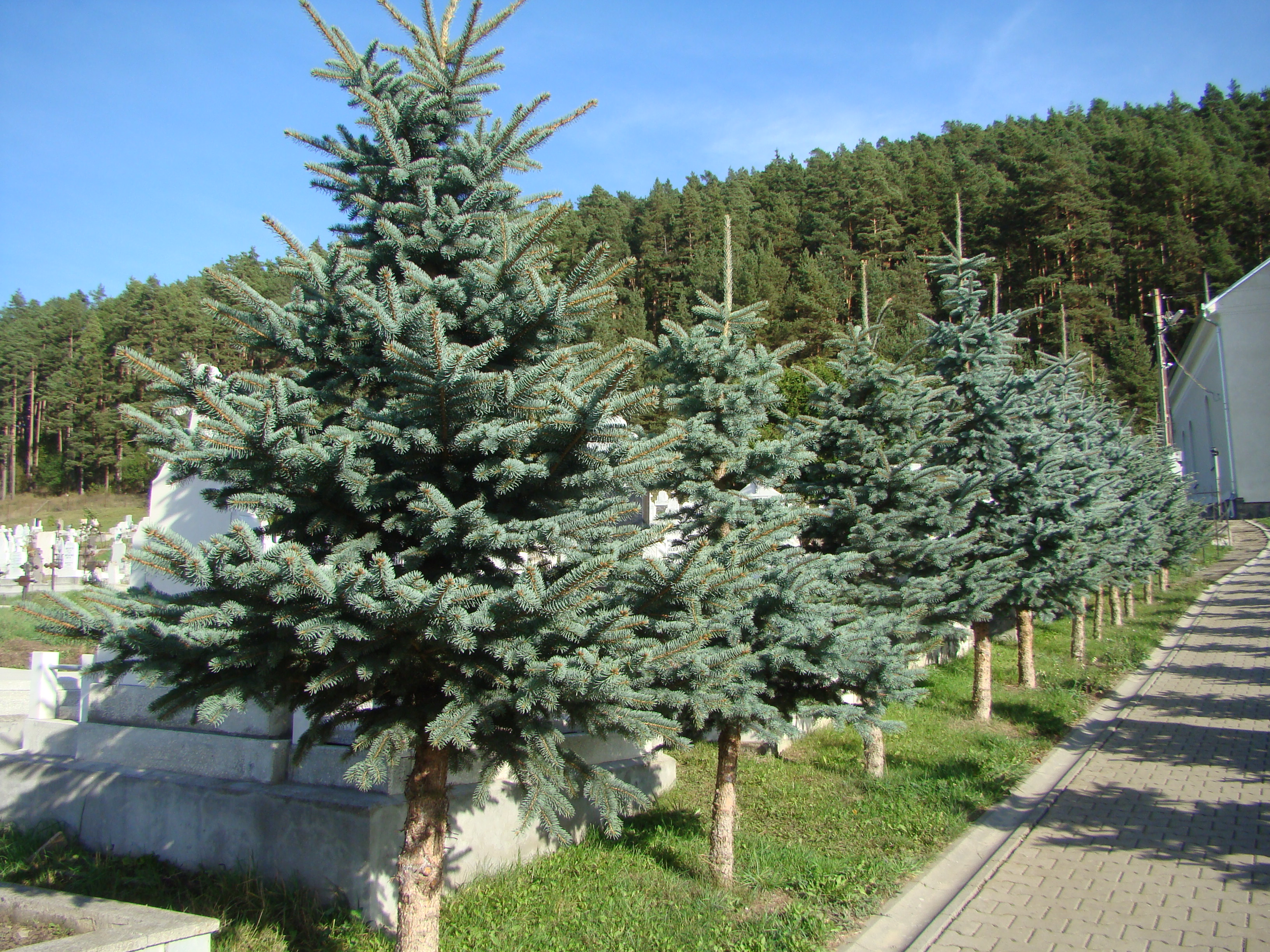
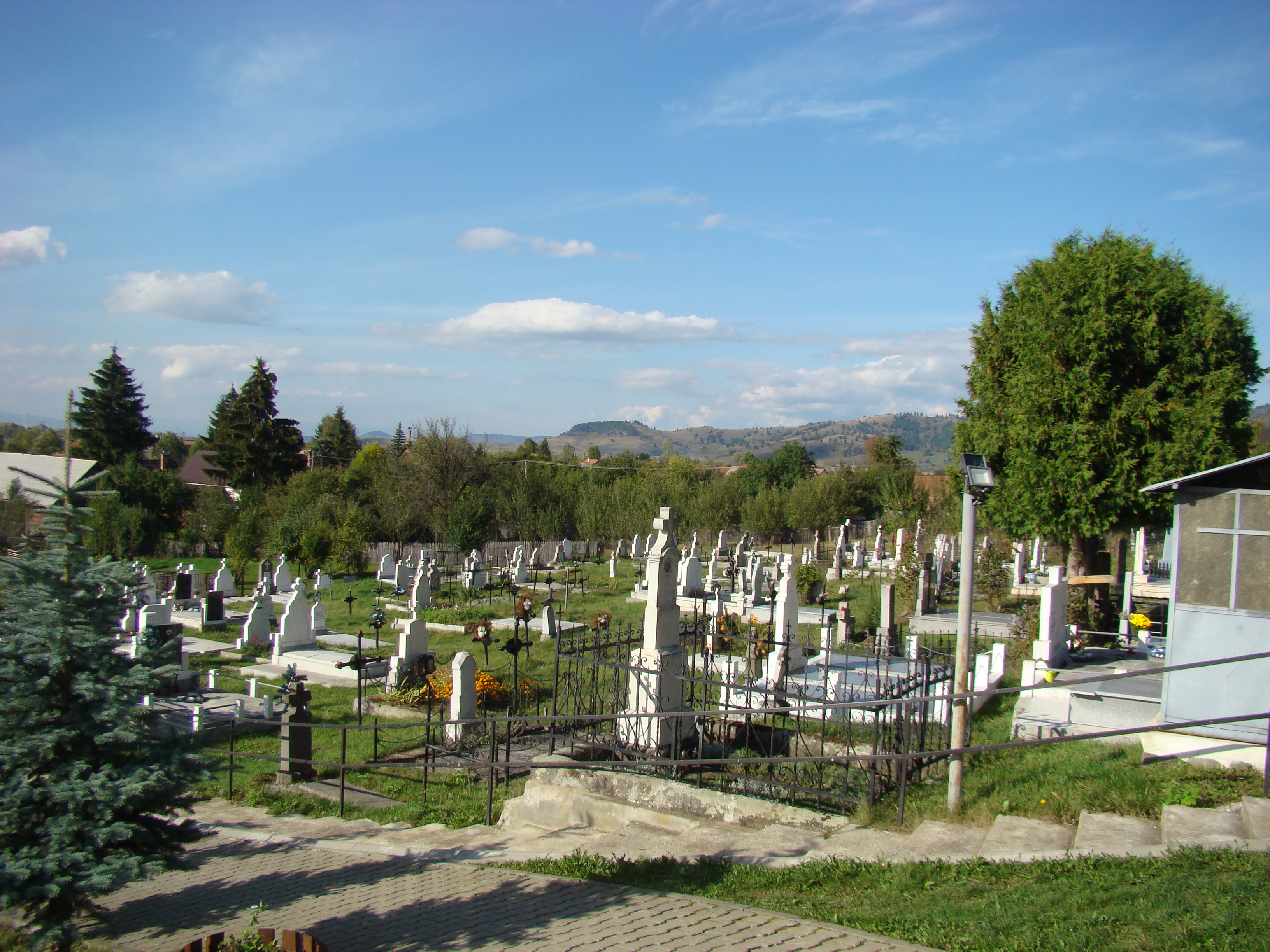
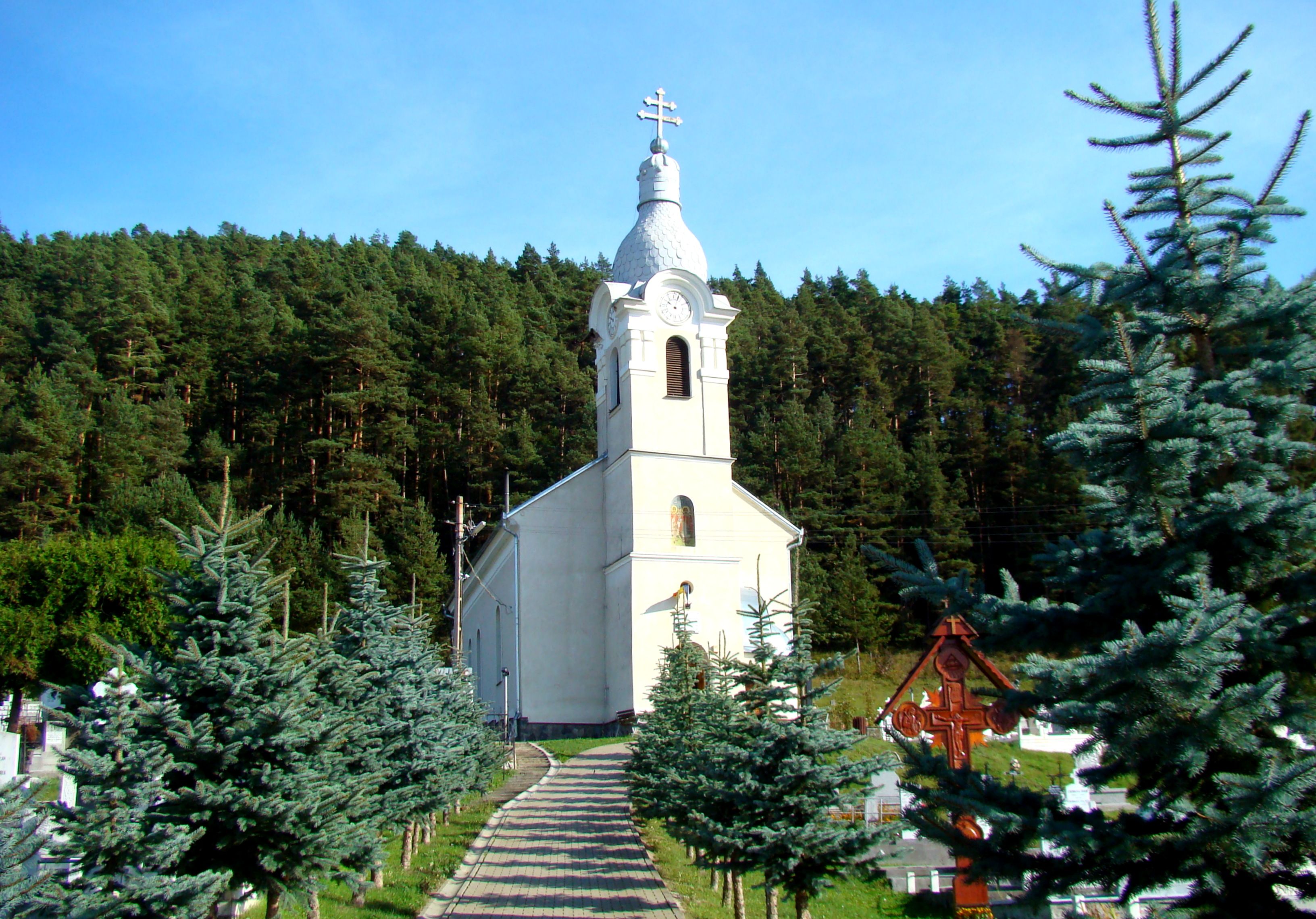
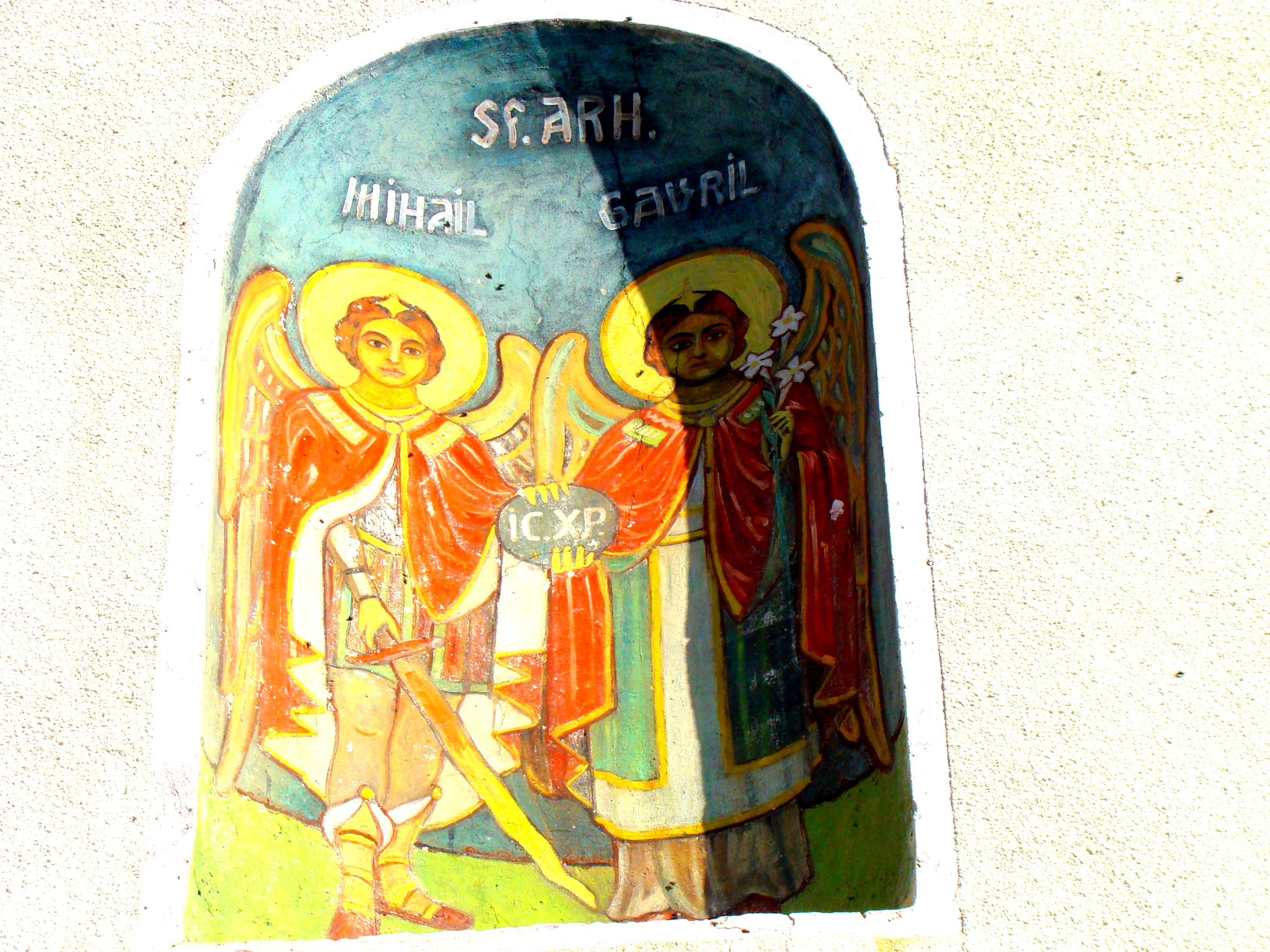
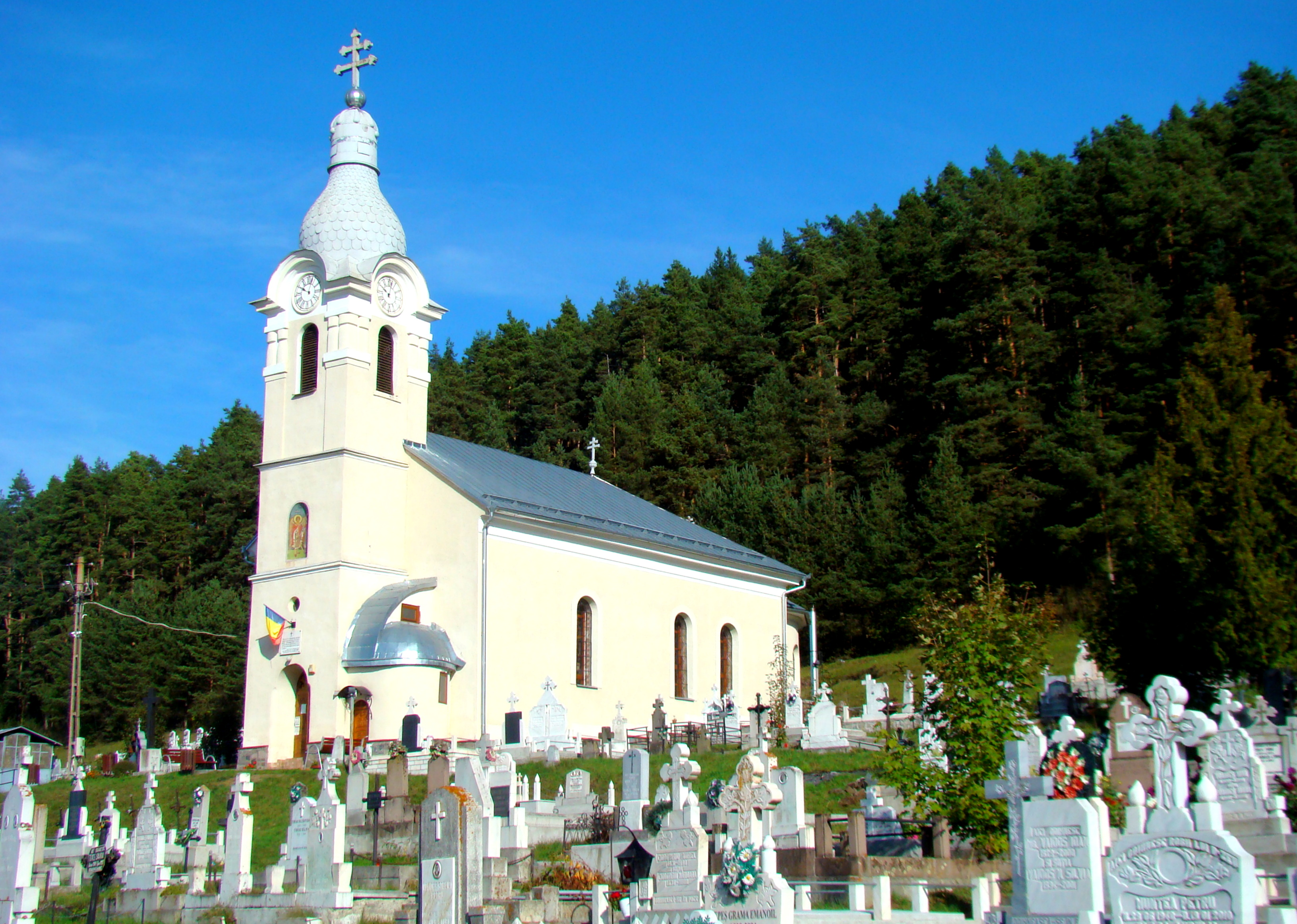
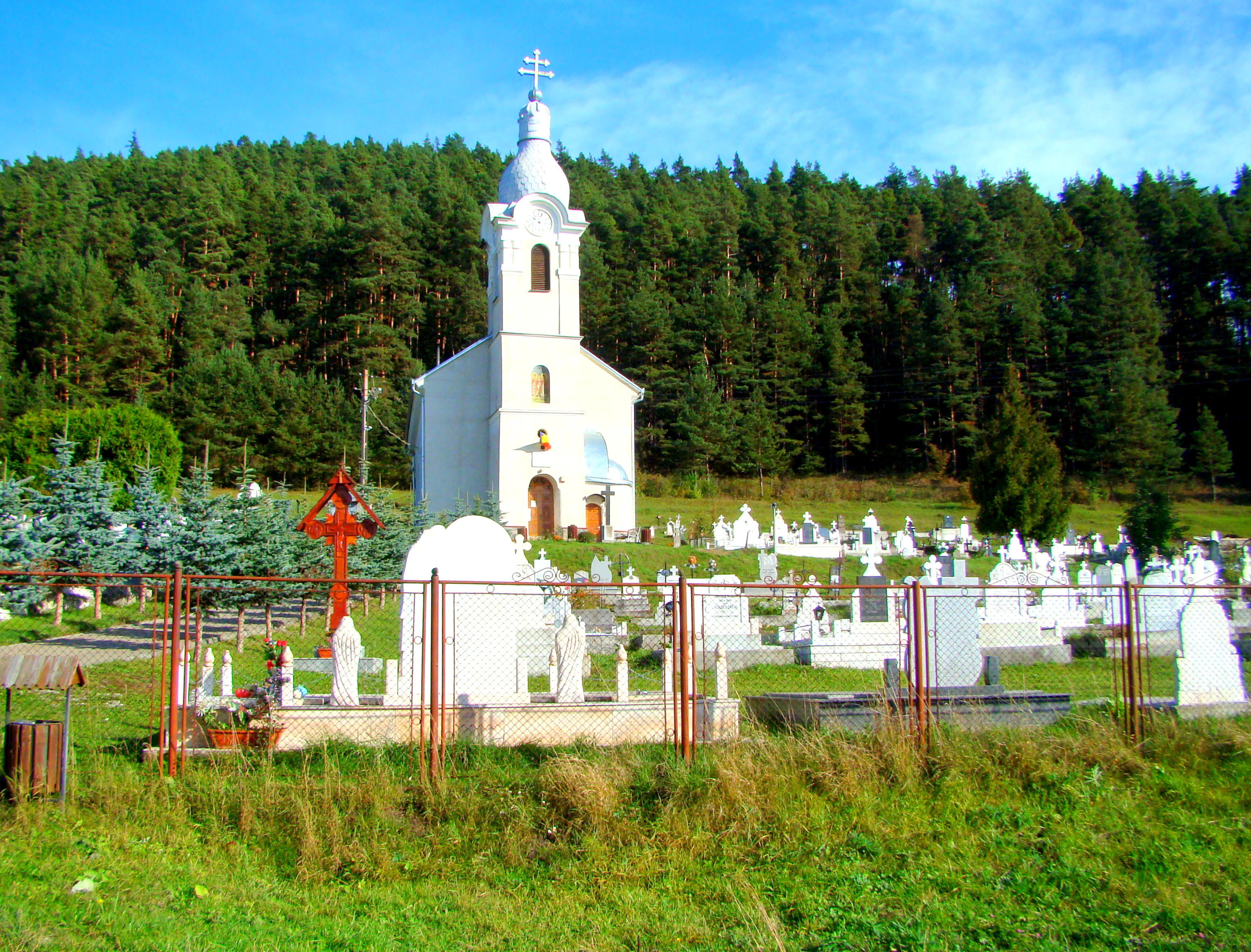

## Imagini din interior

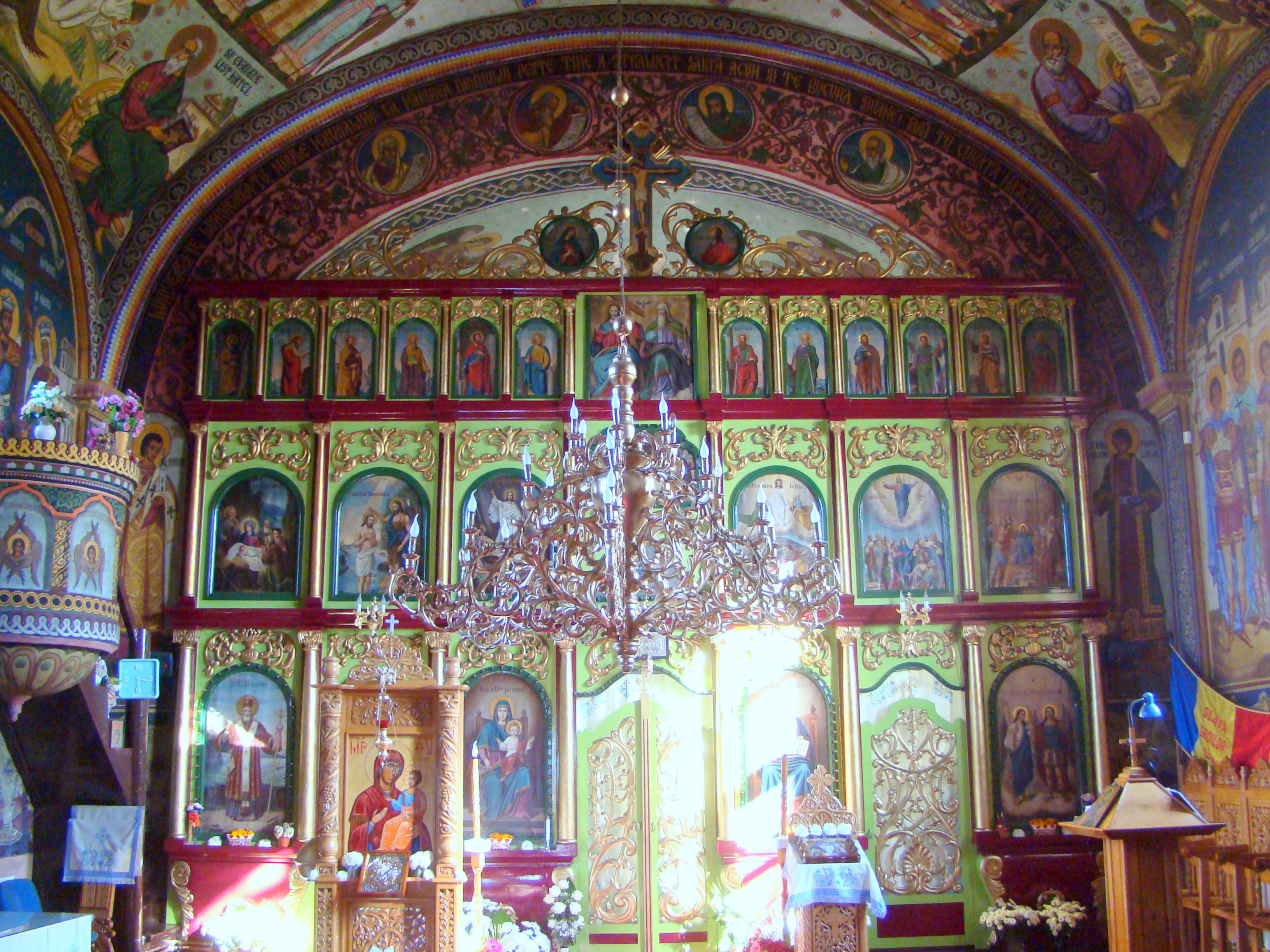
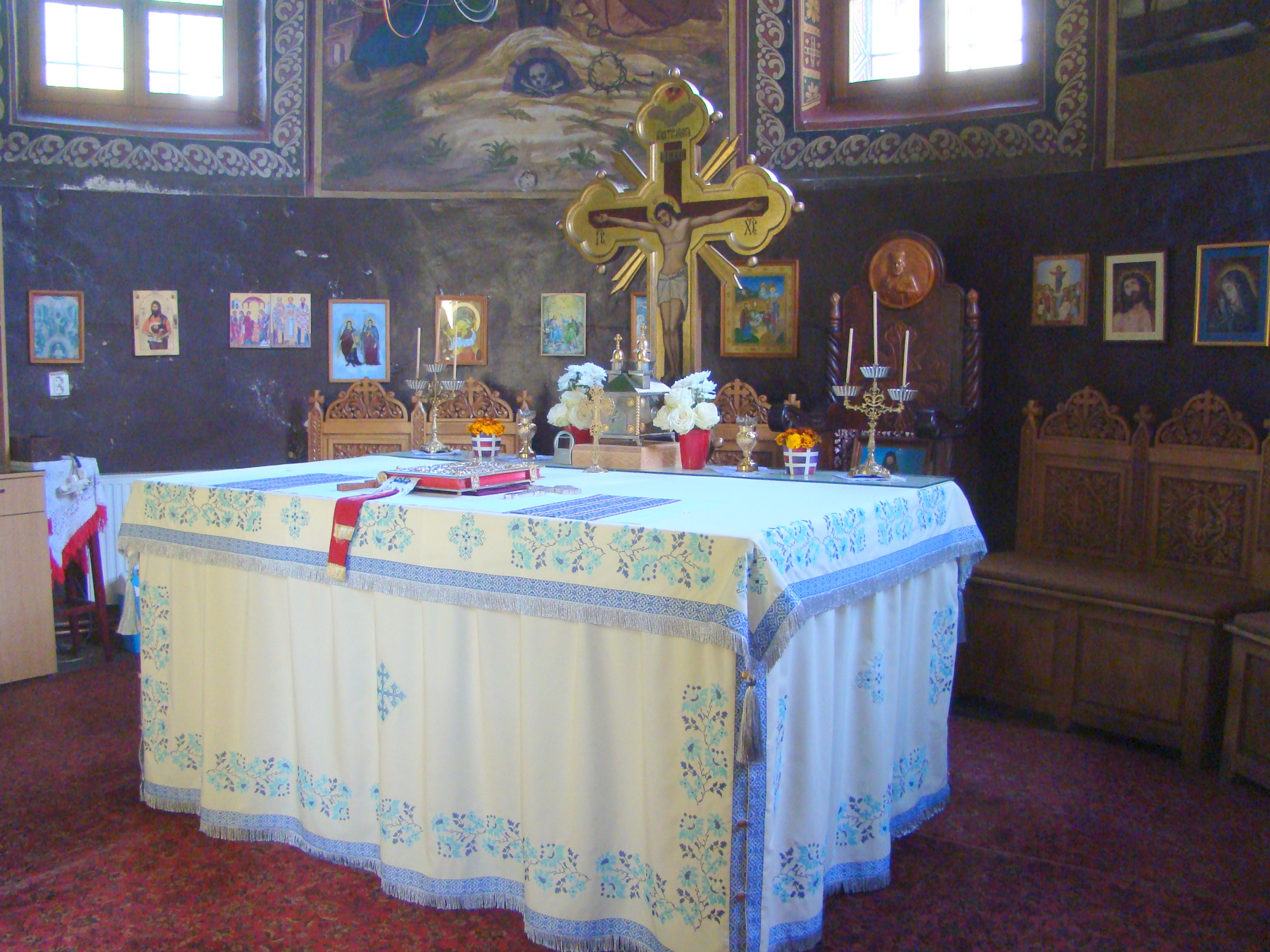
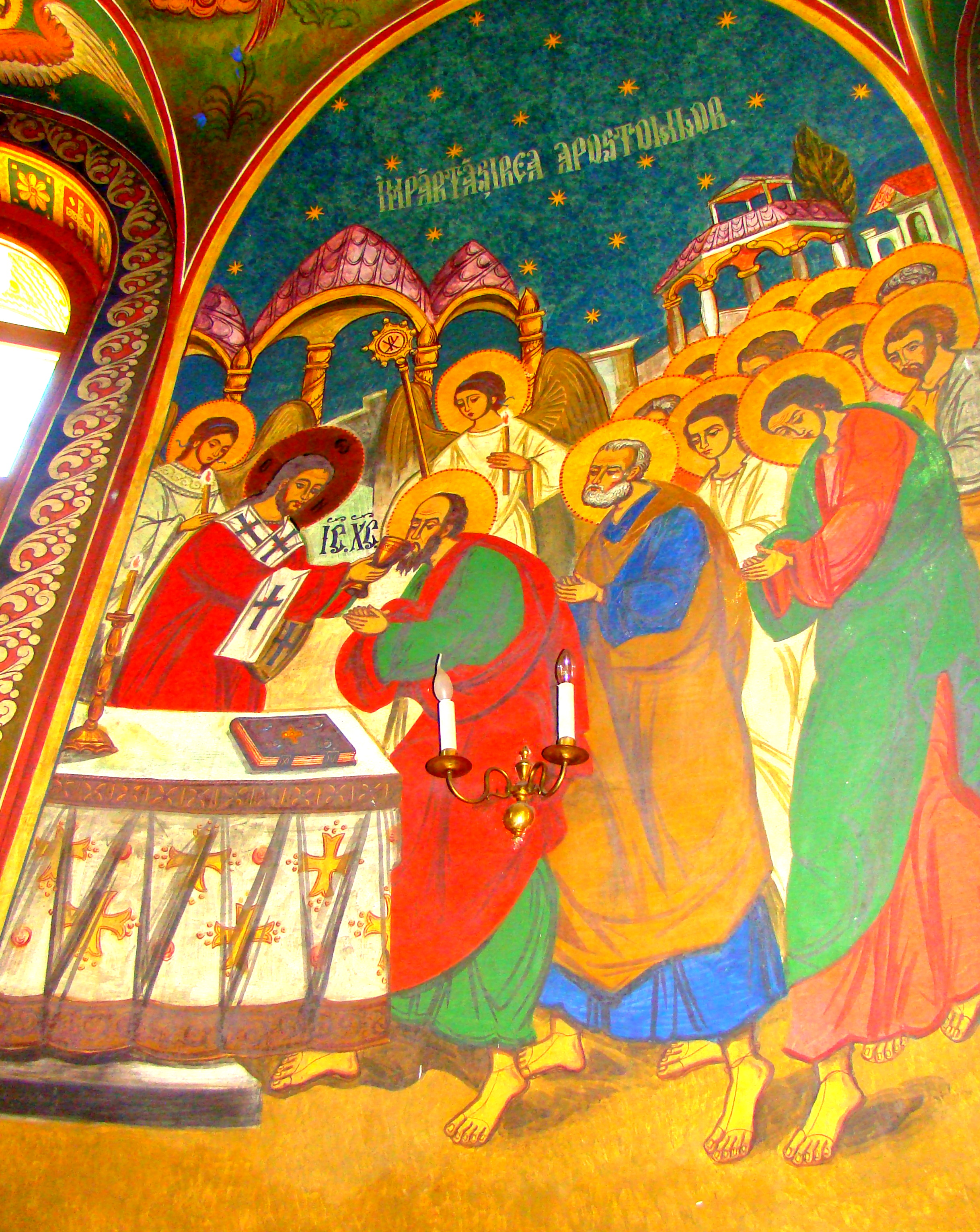
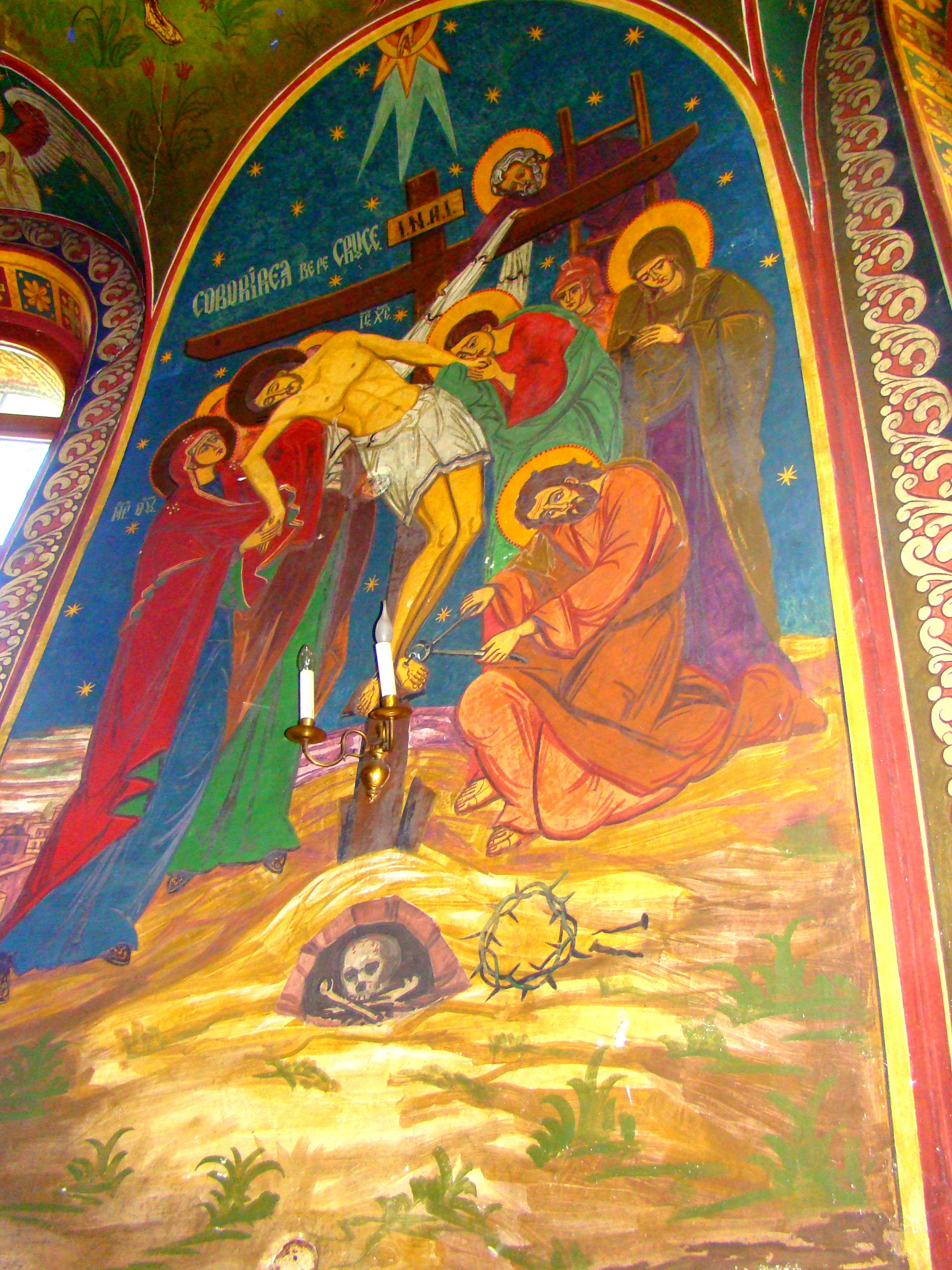
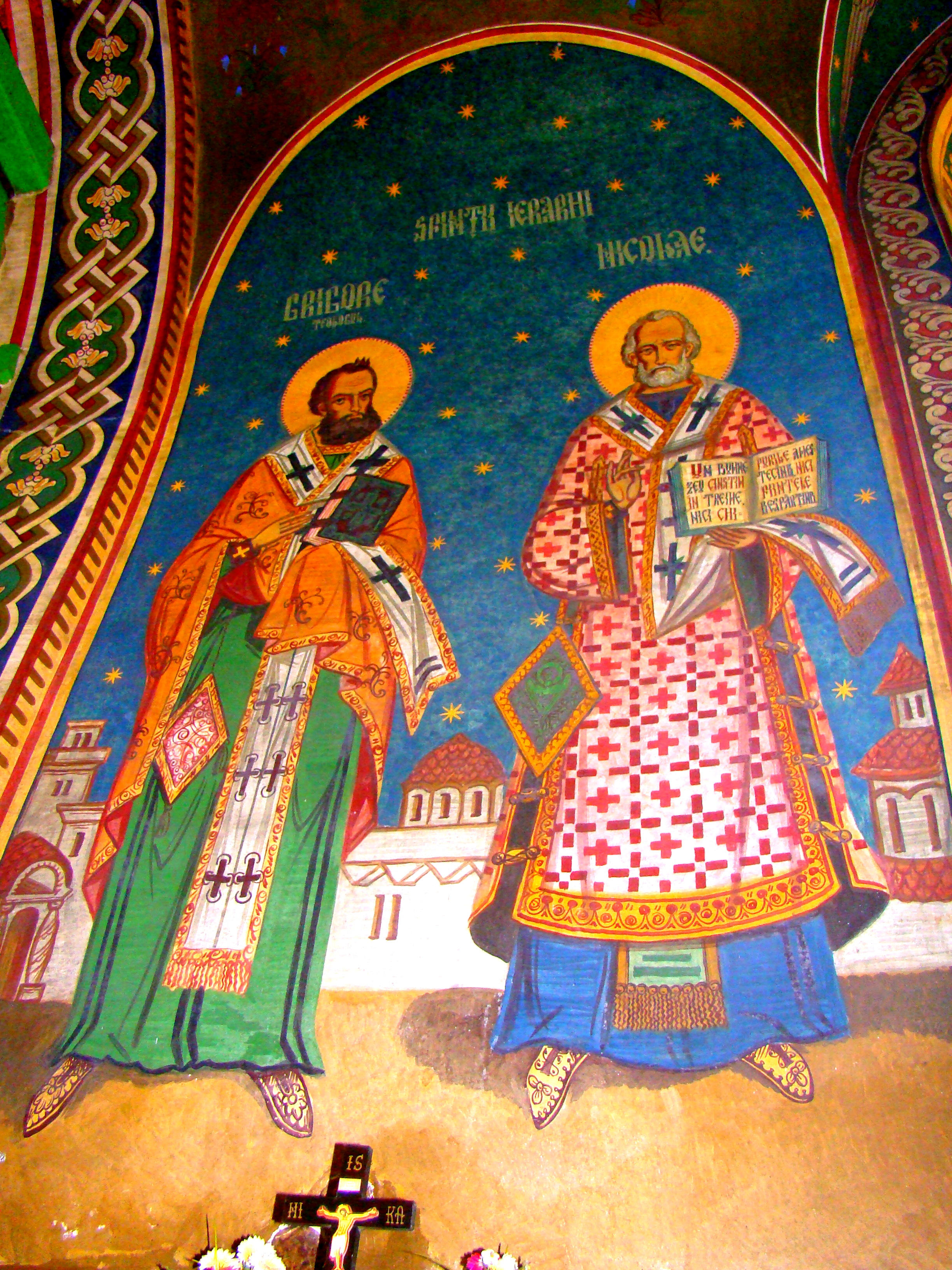
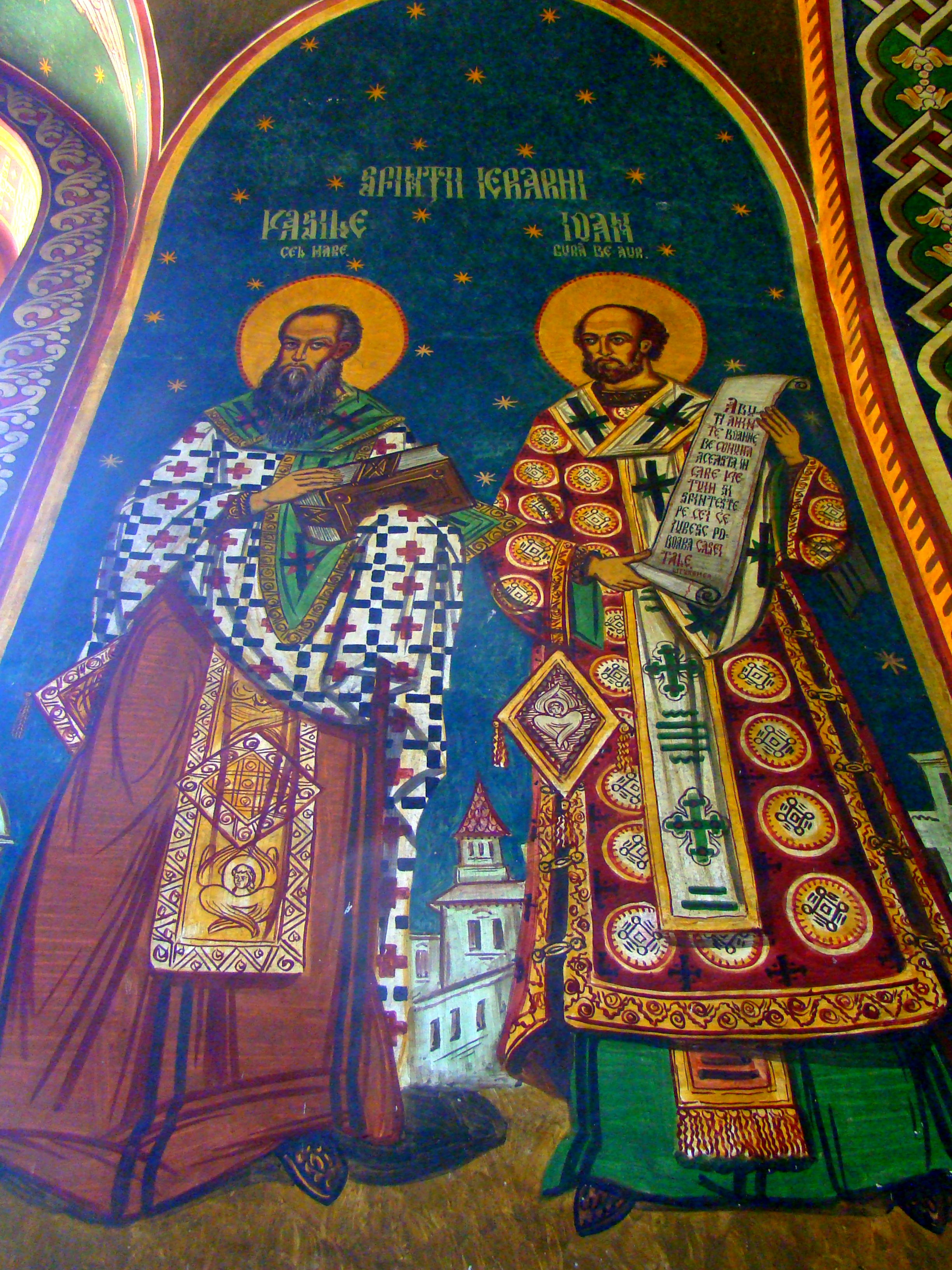
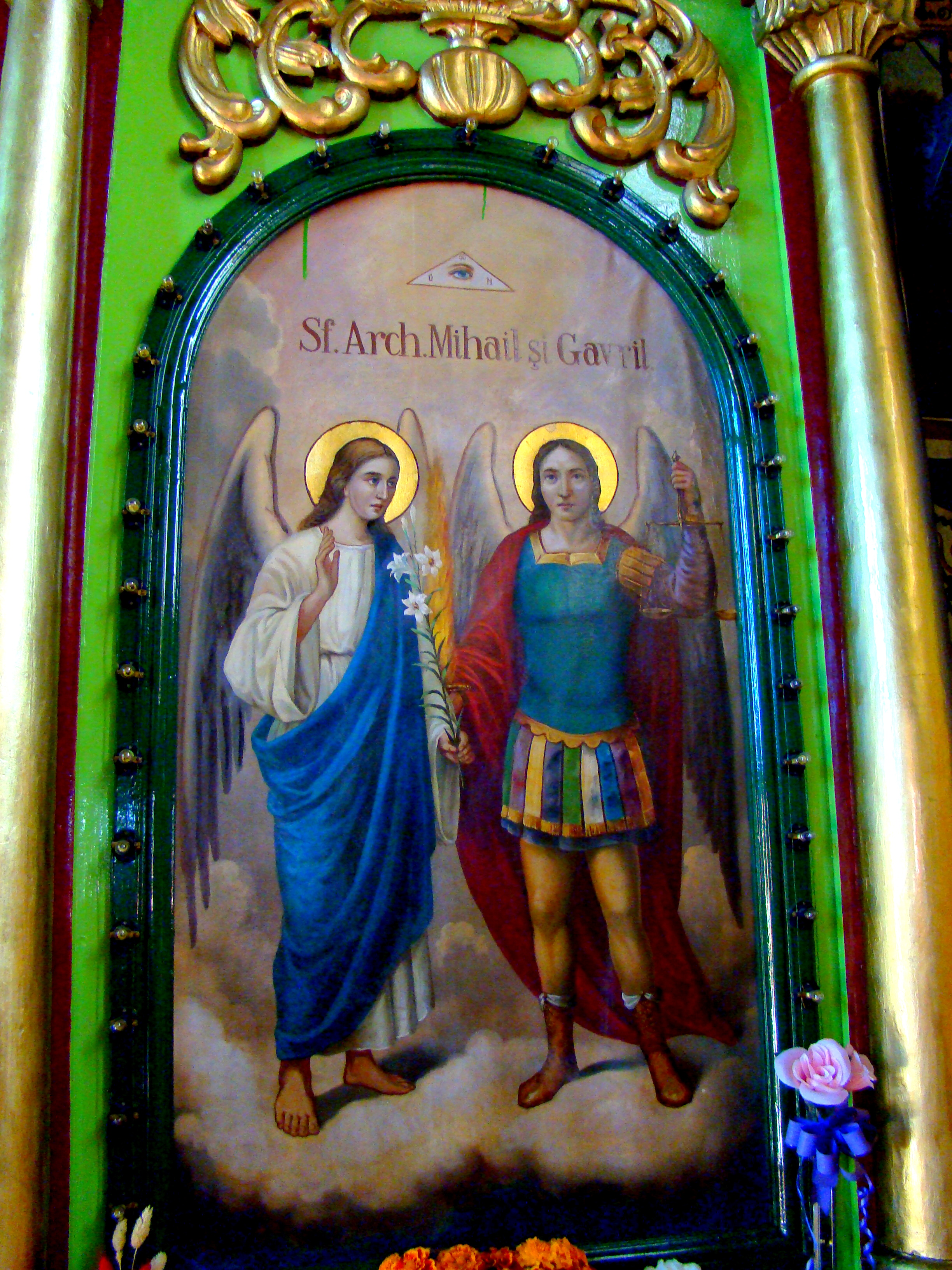
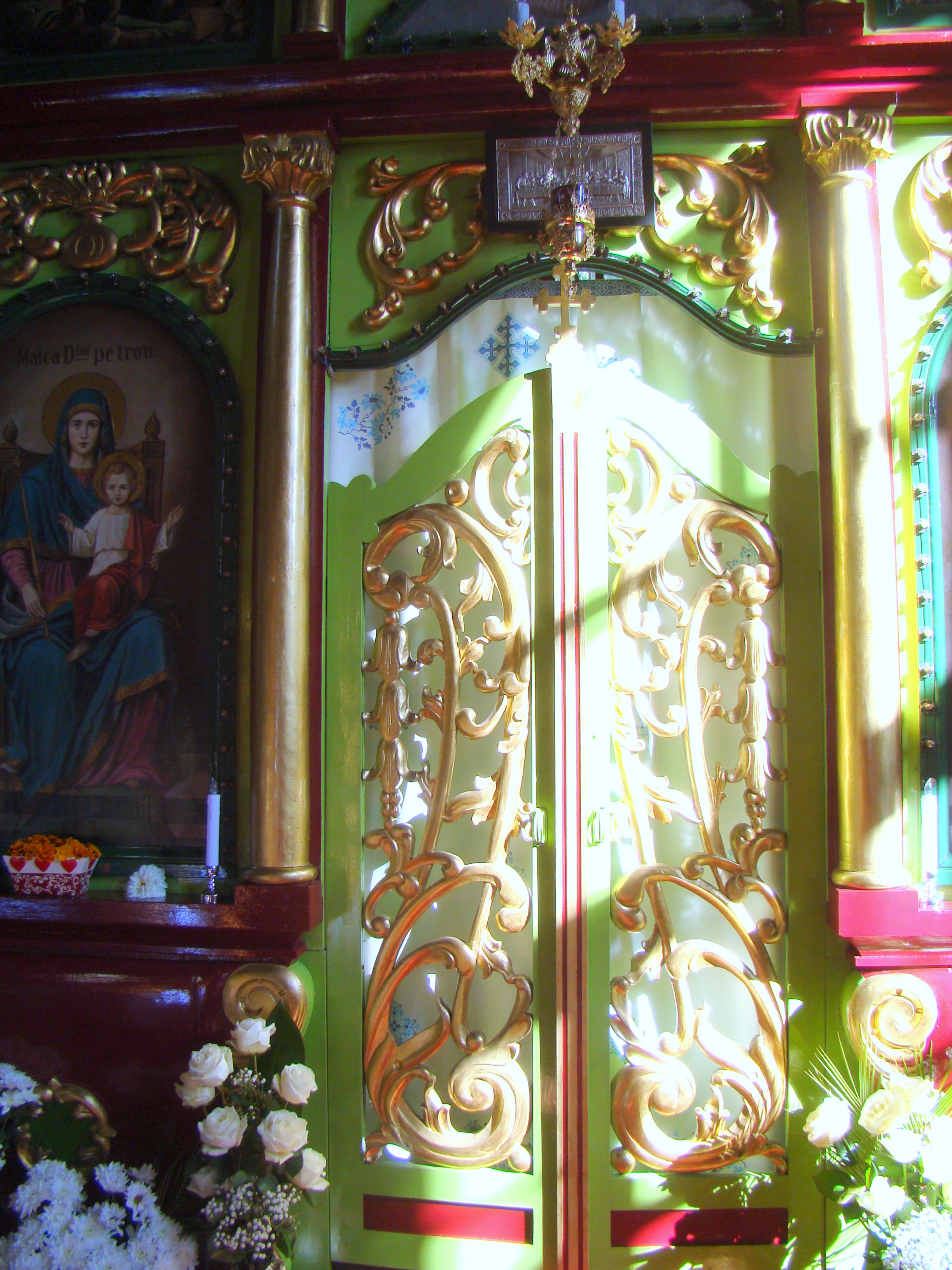
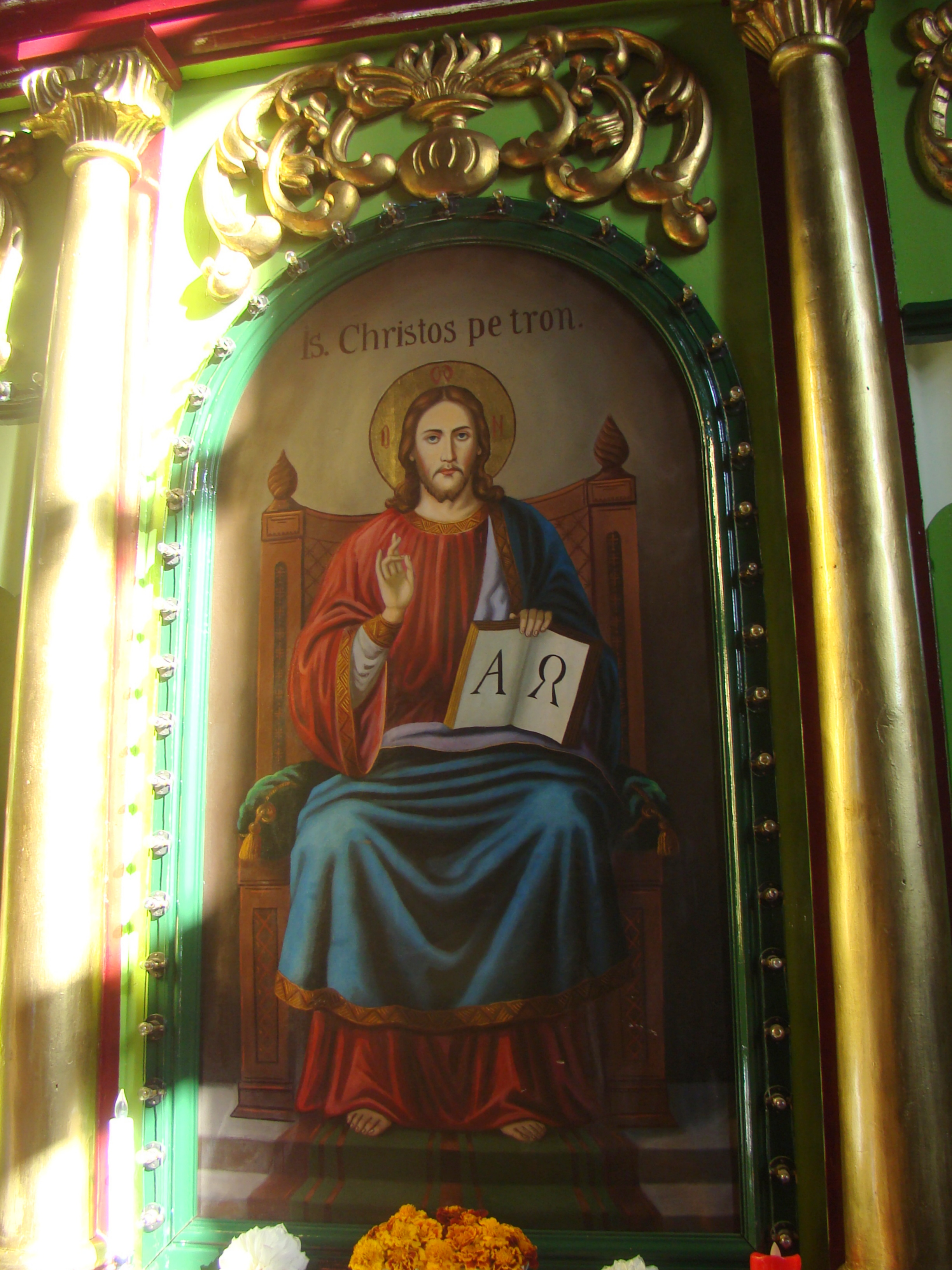
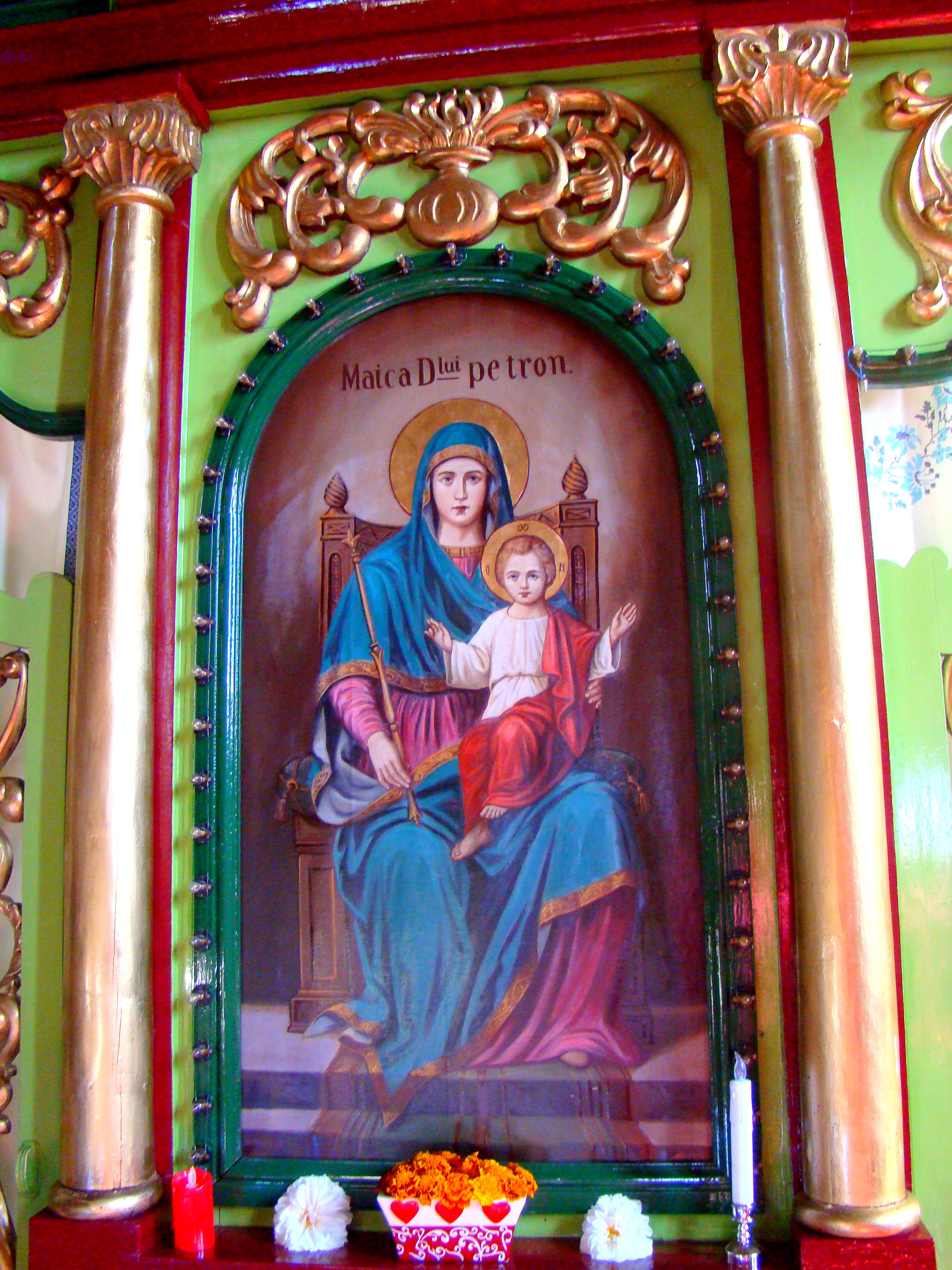
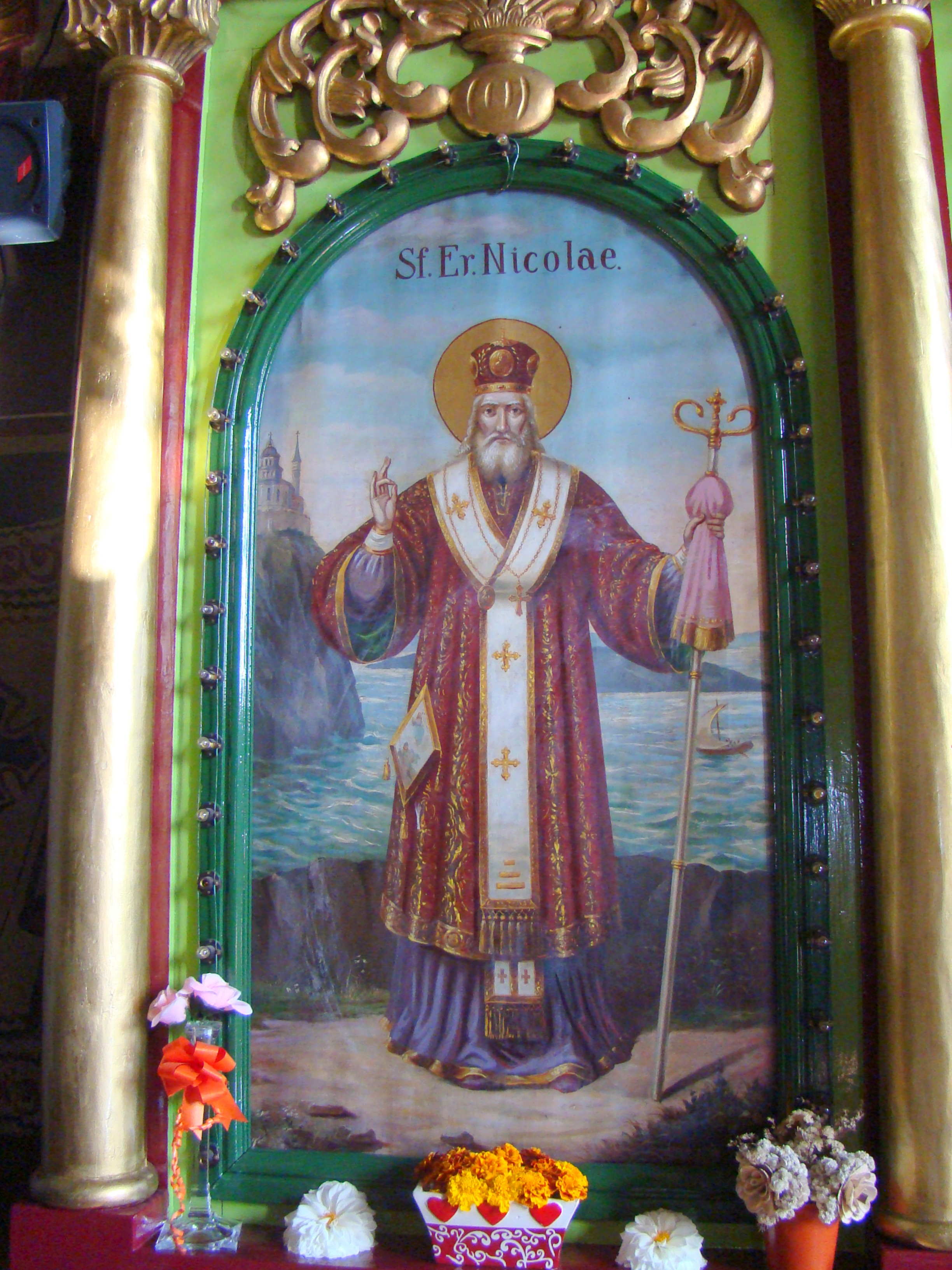
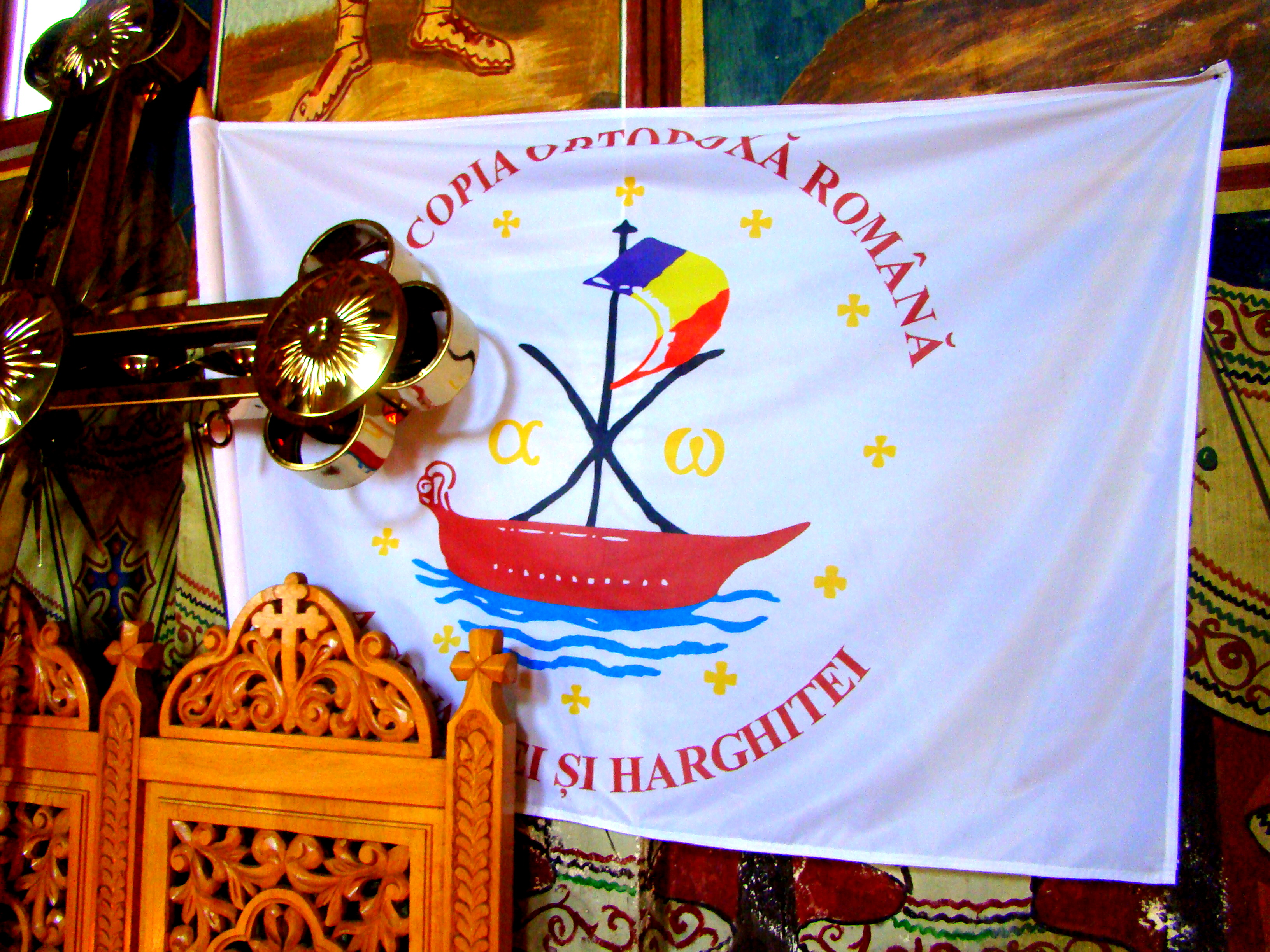
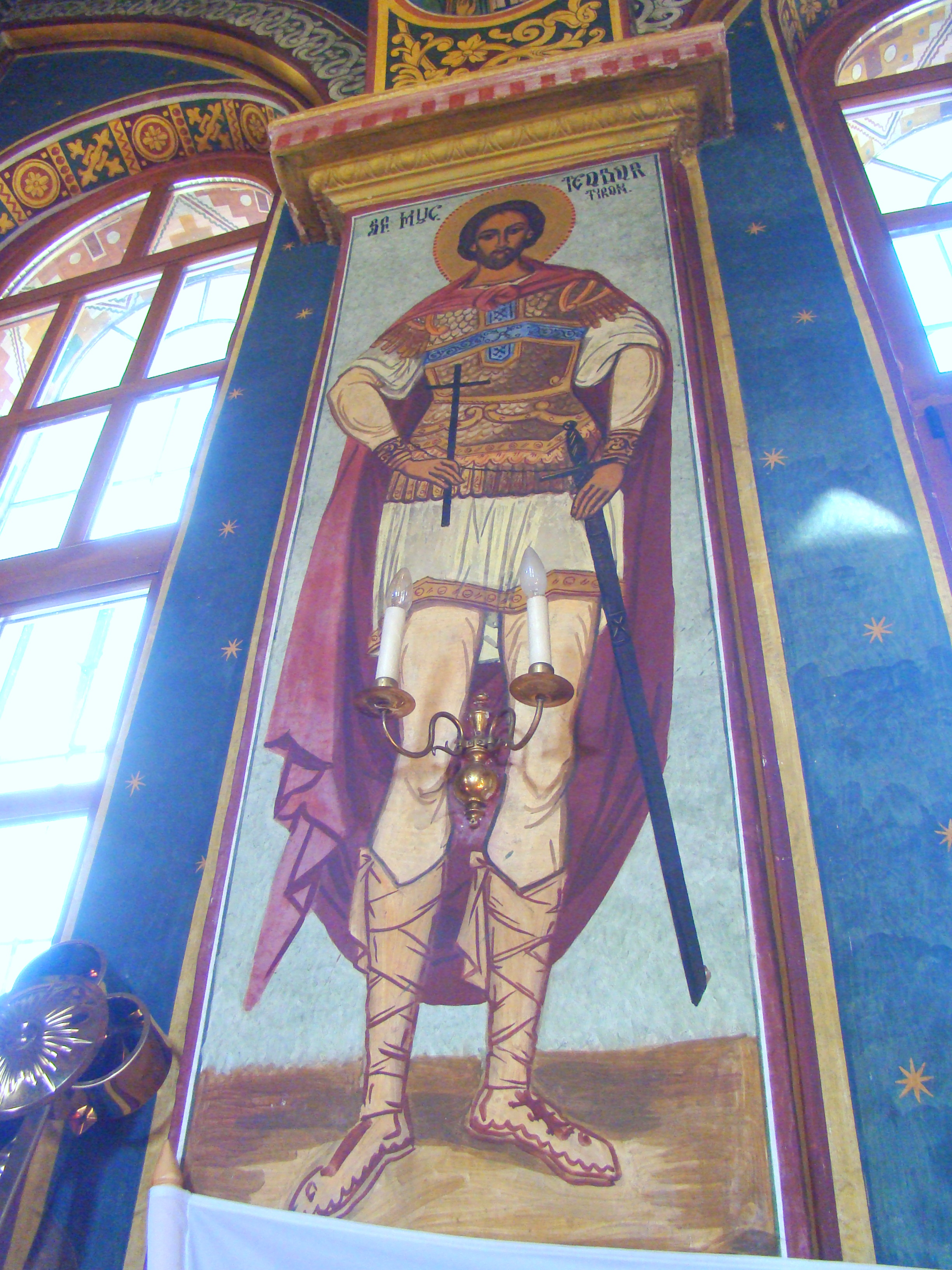
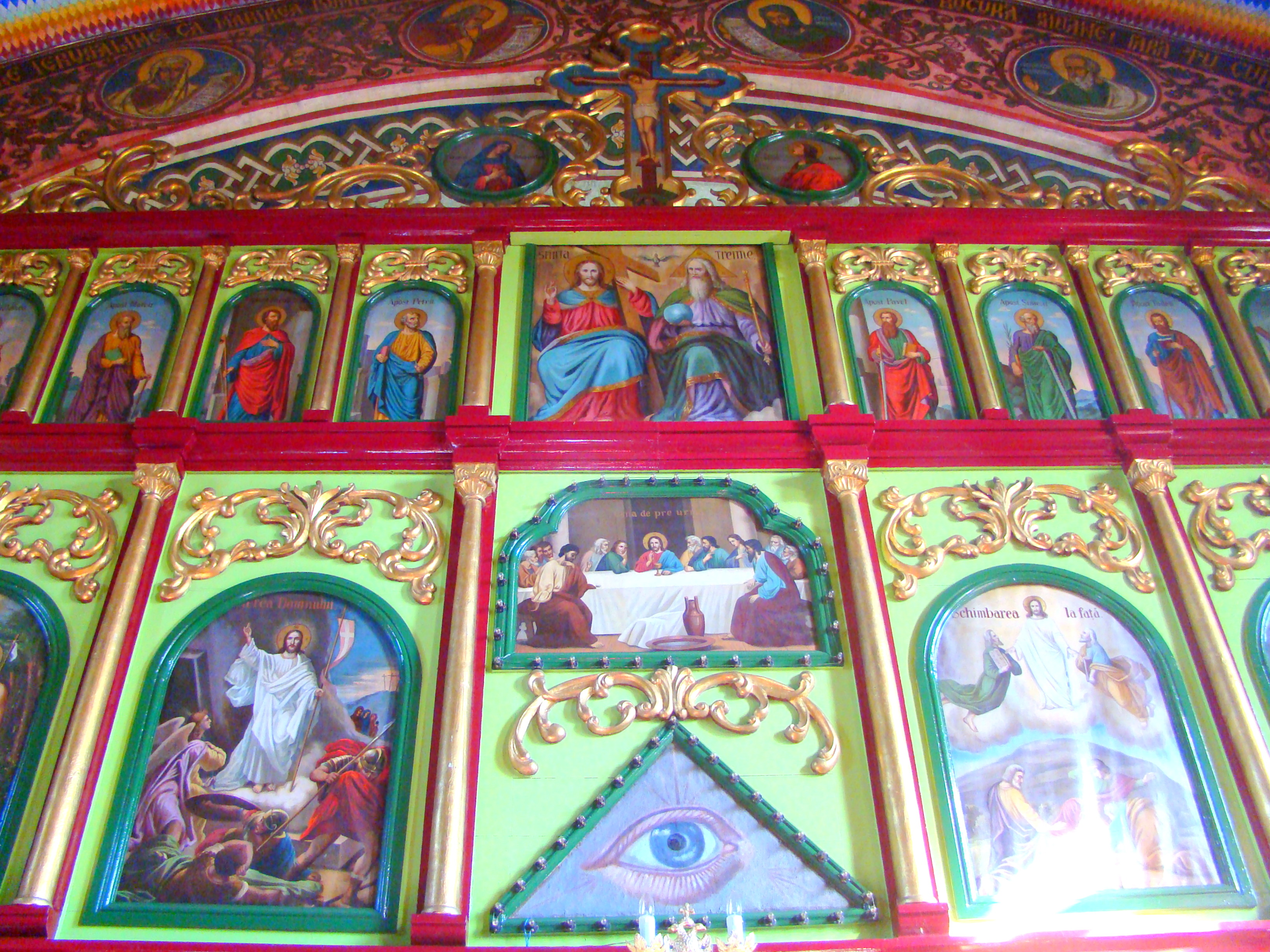
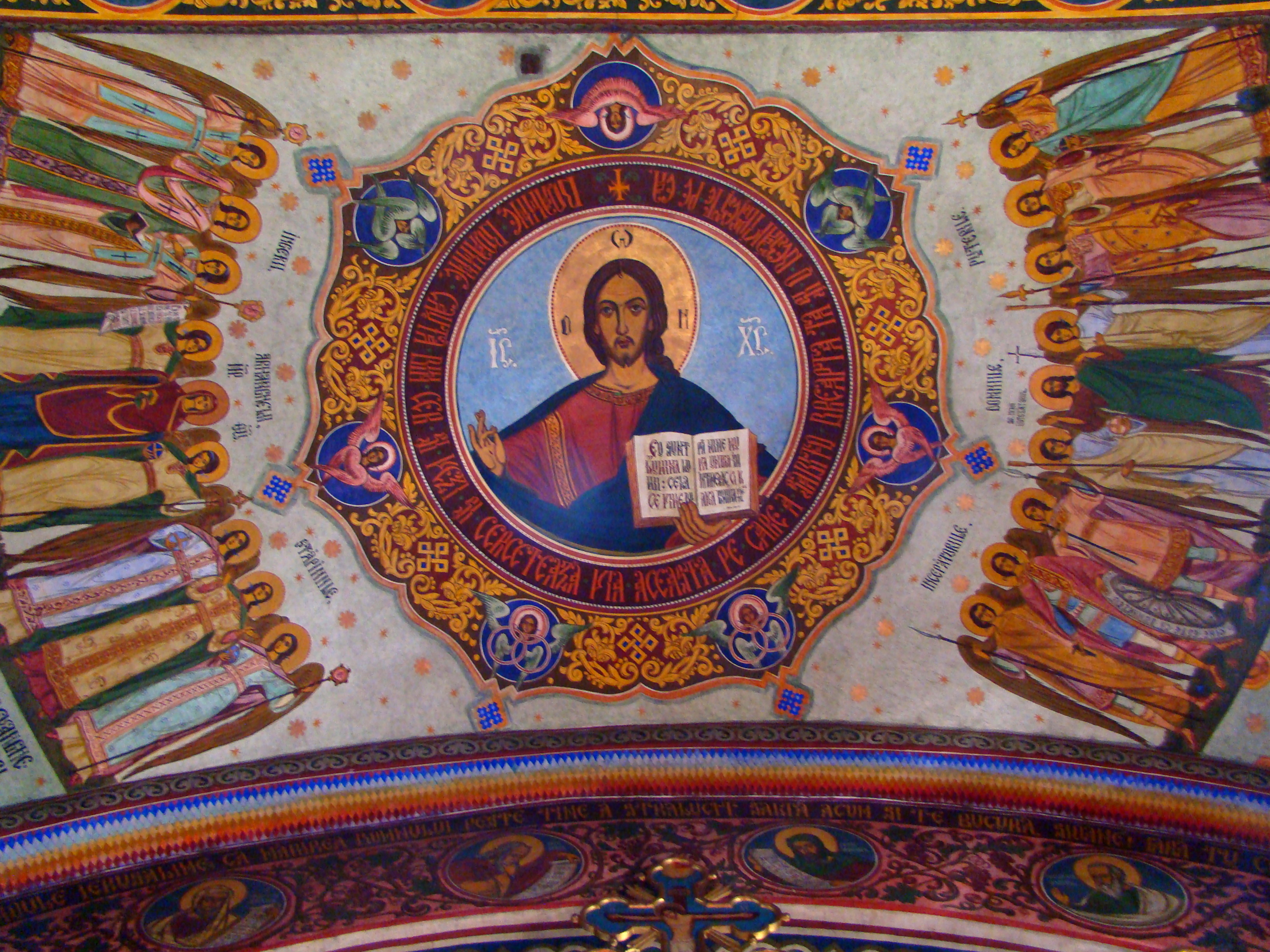
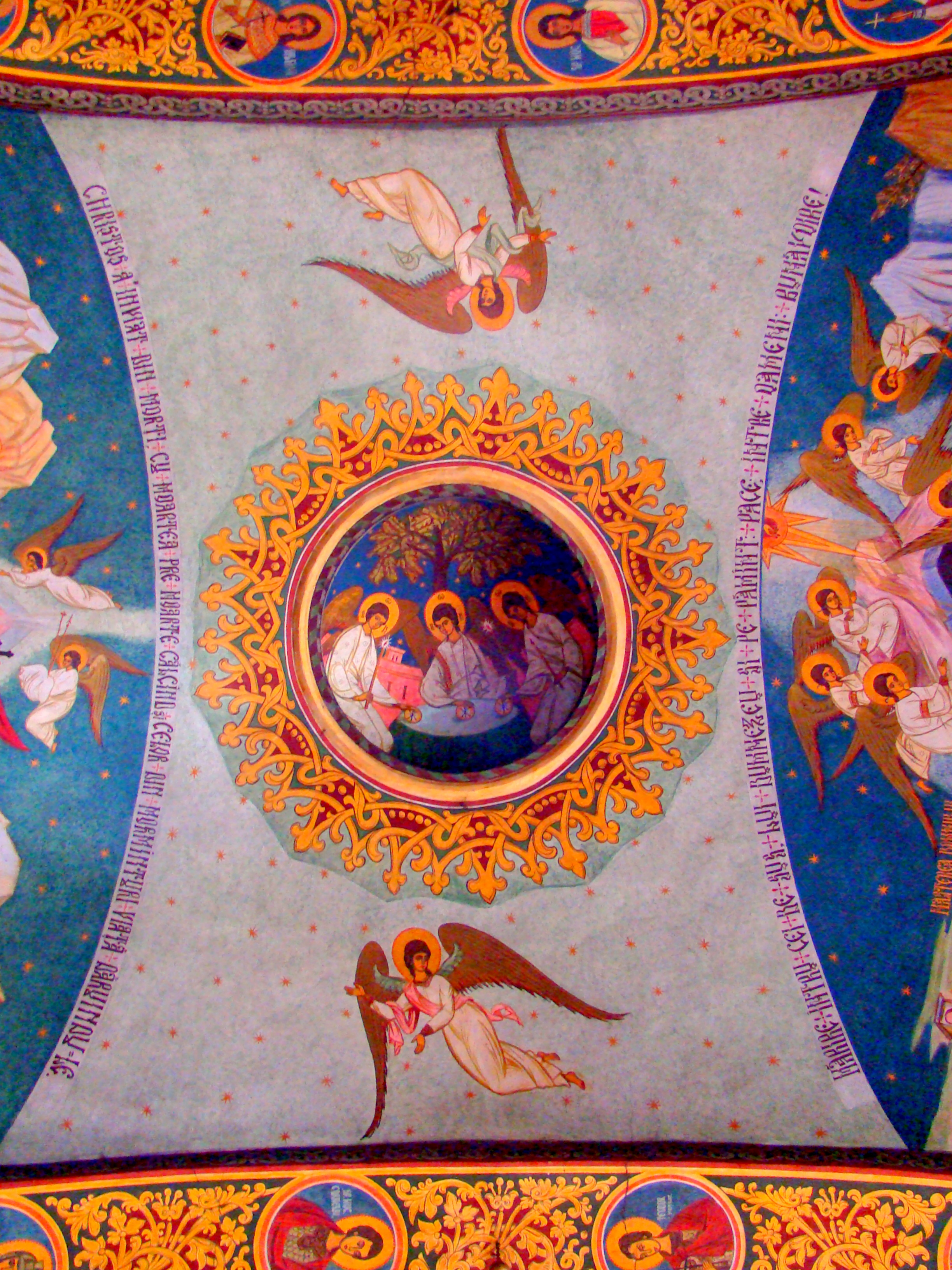
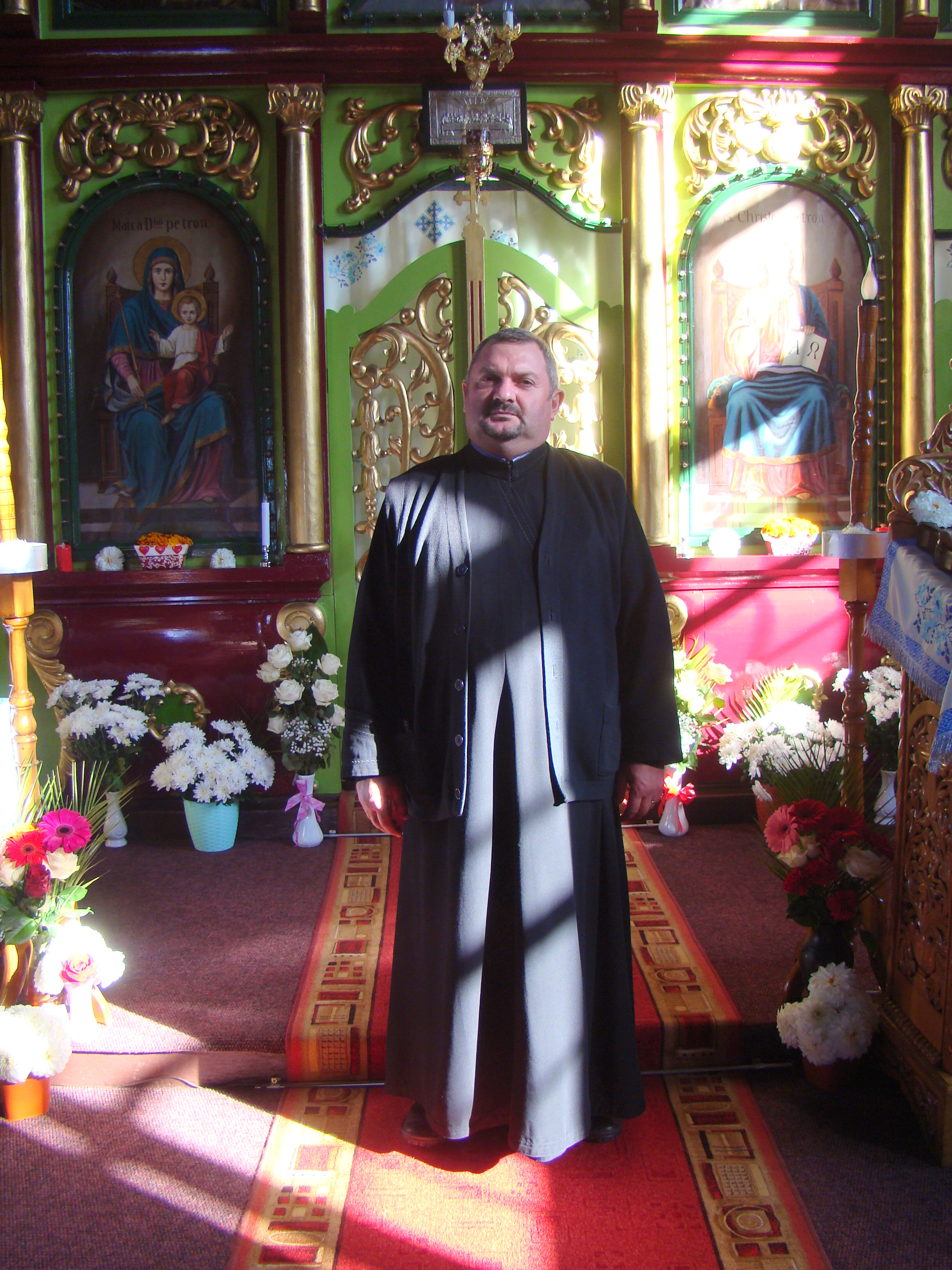
preotul paroh Voșloban Claudiu
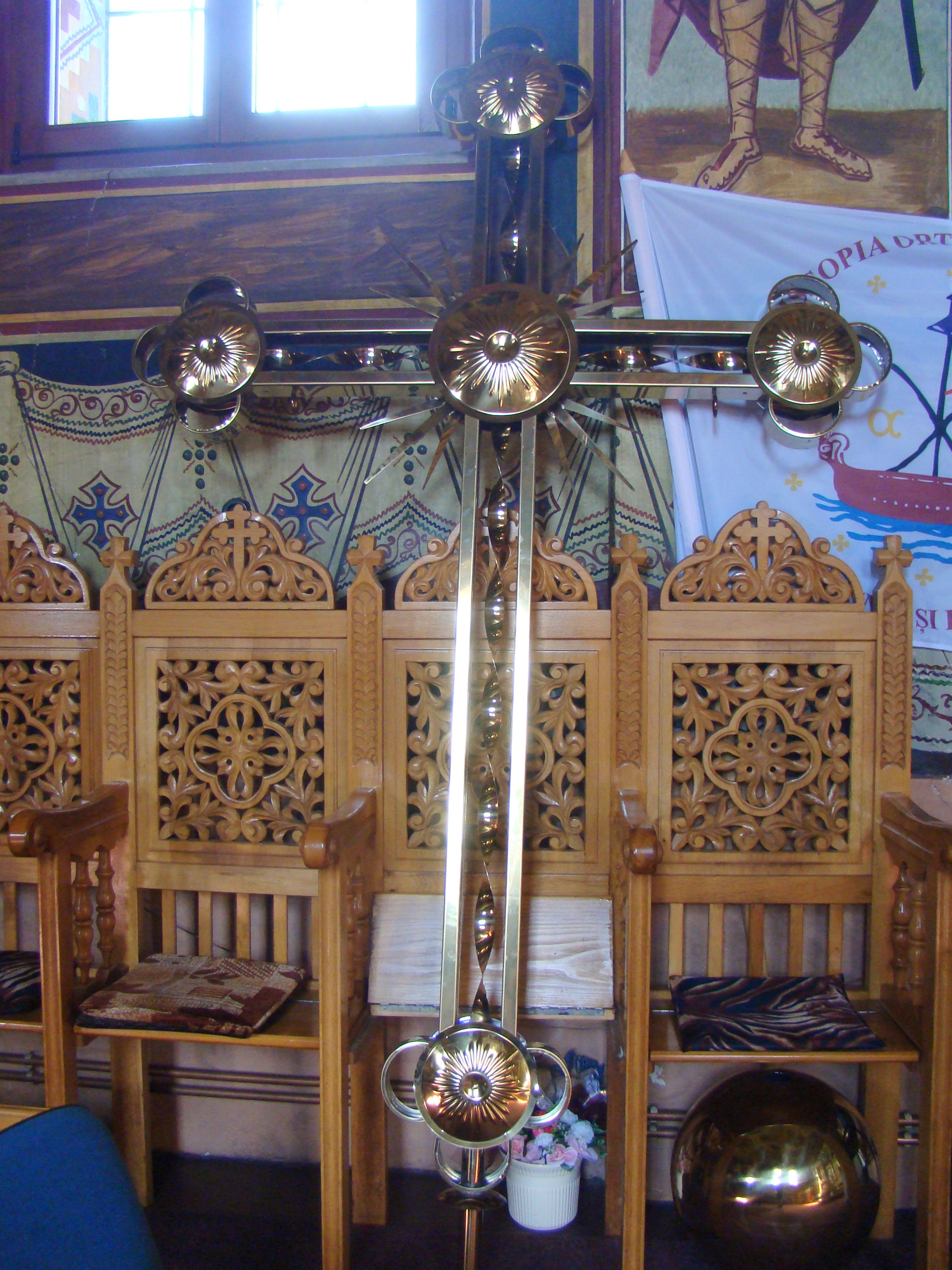
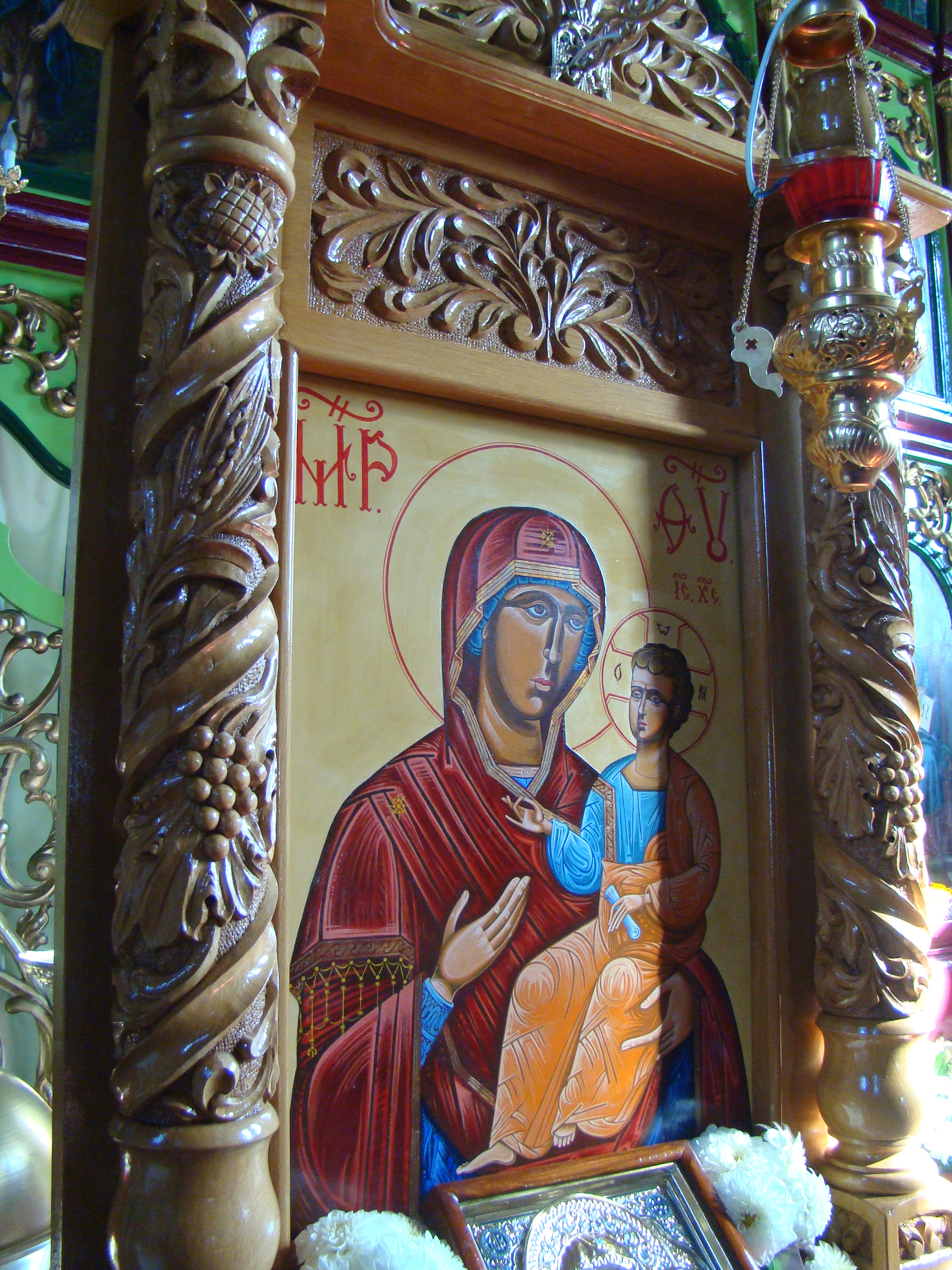
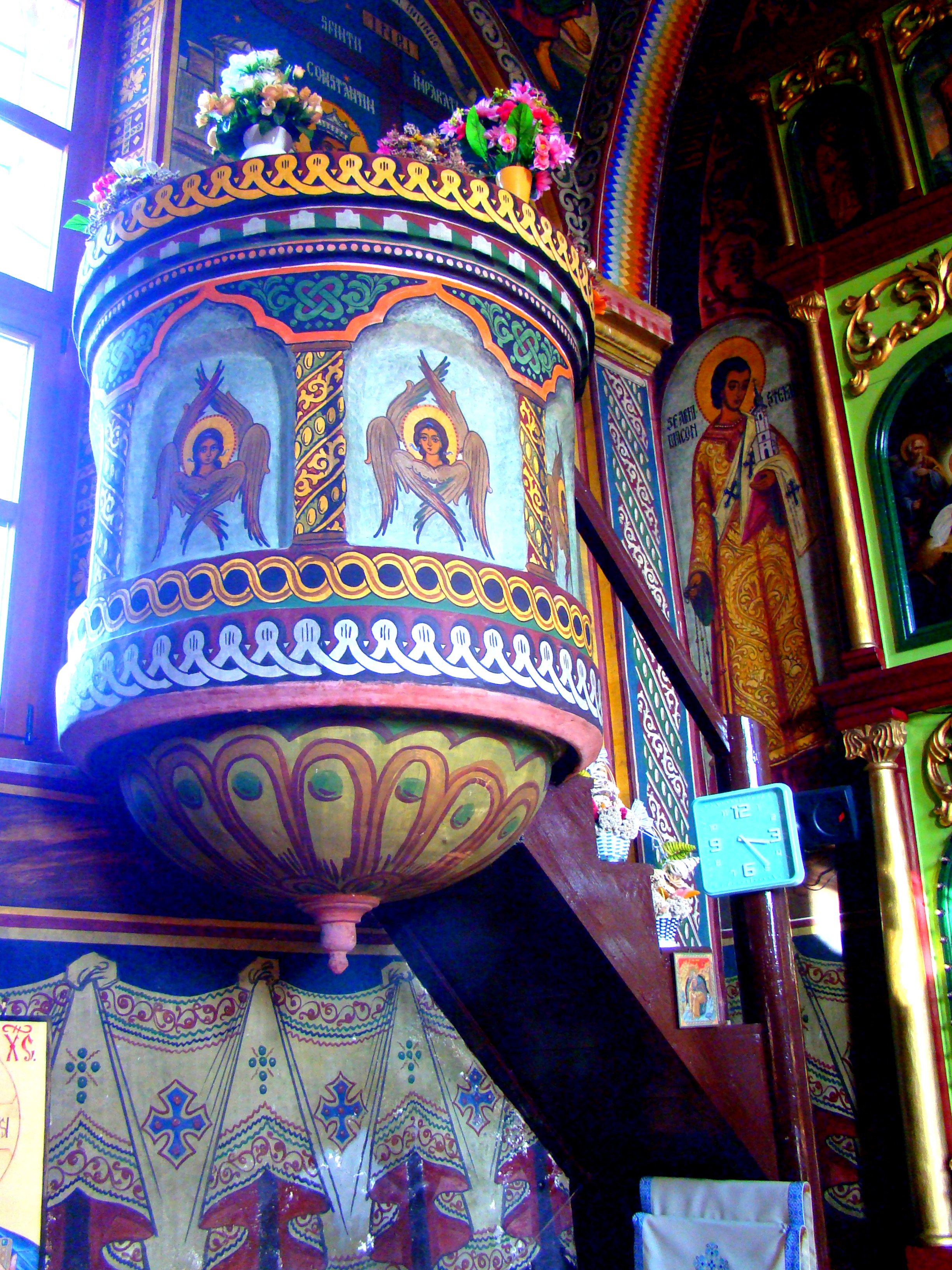
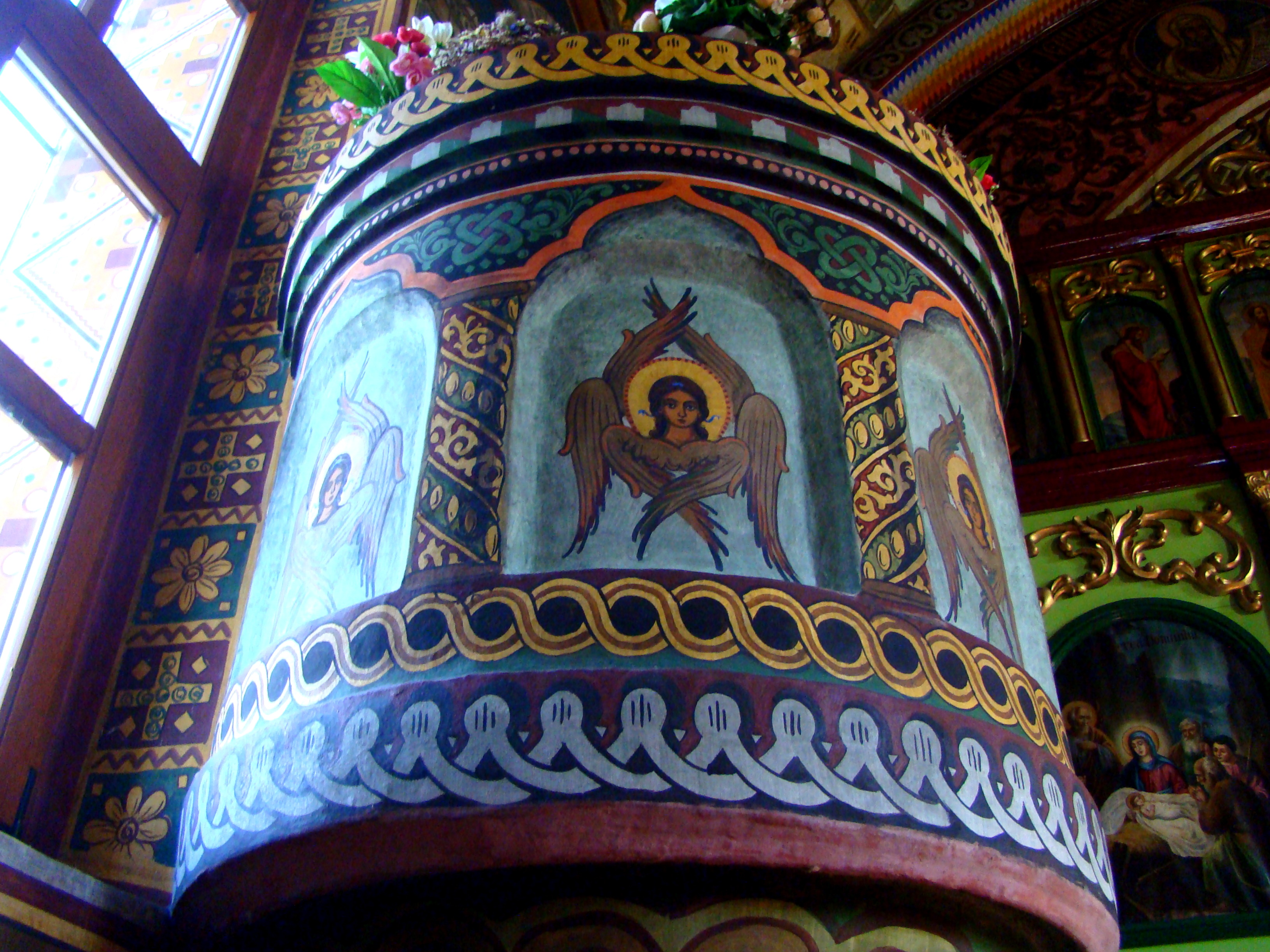
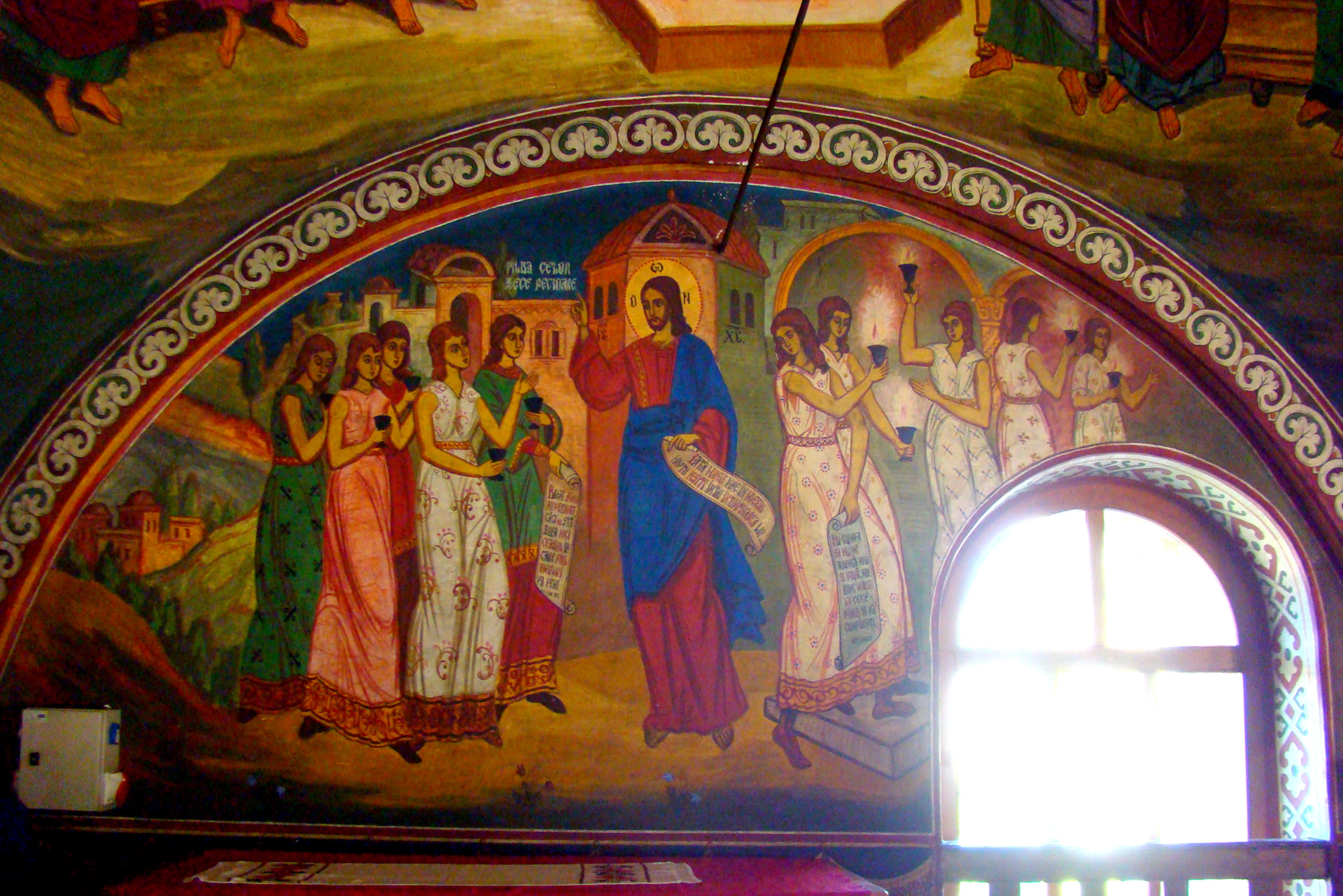
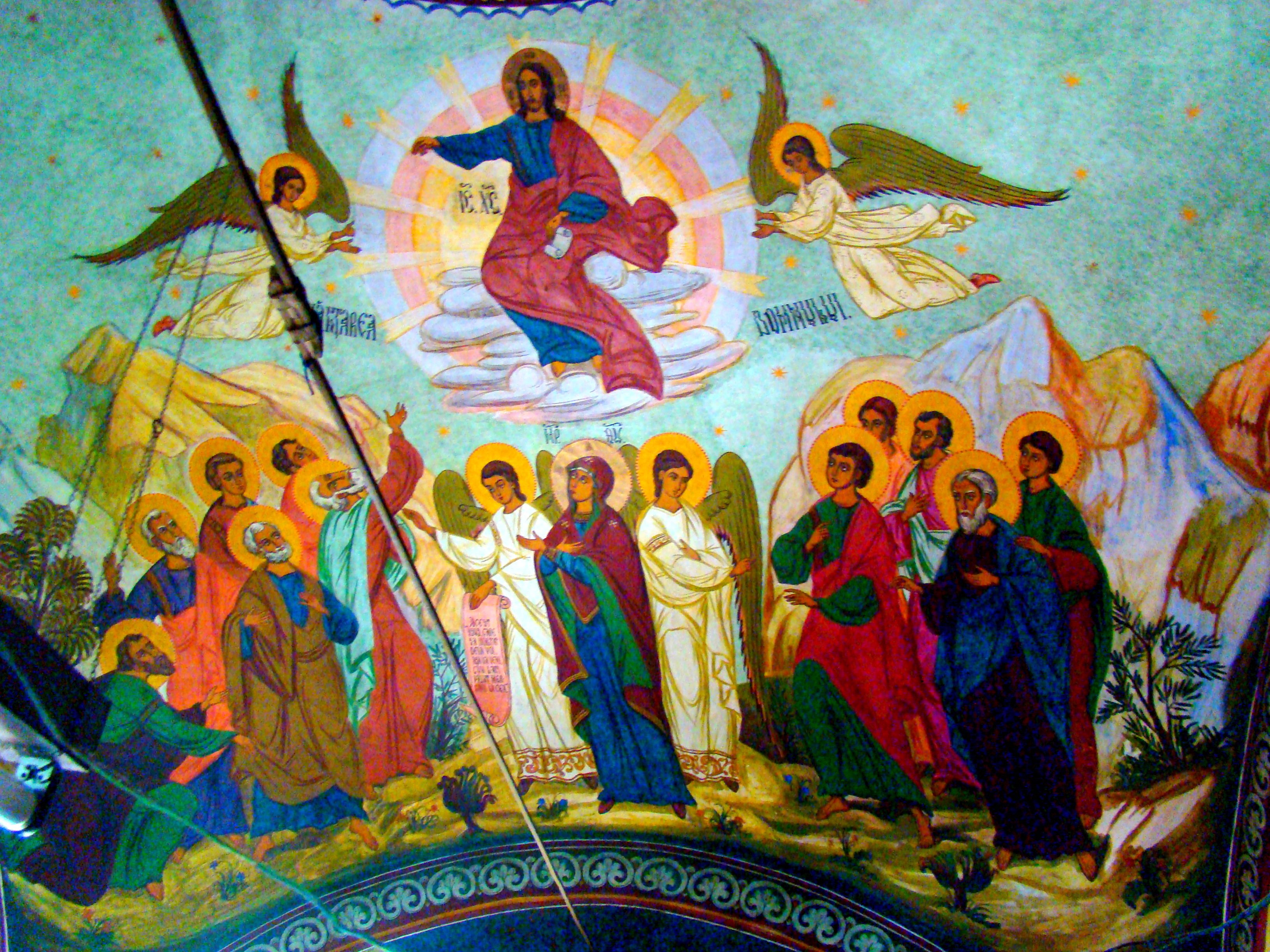
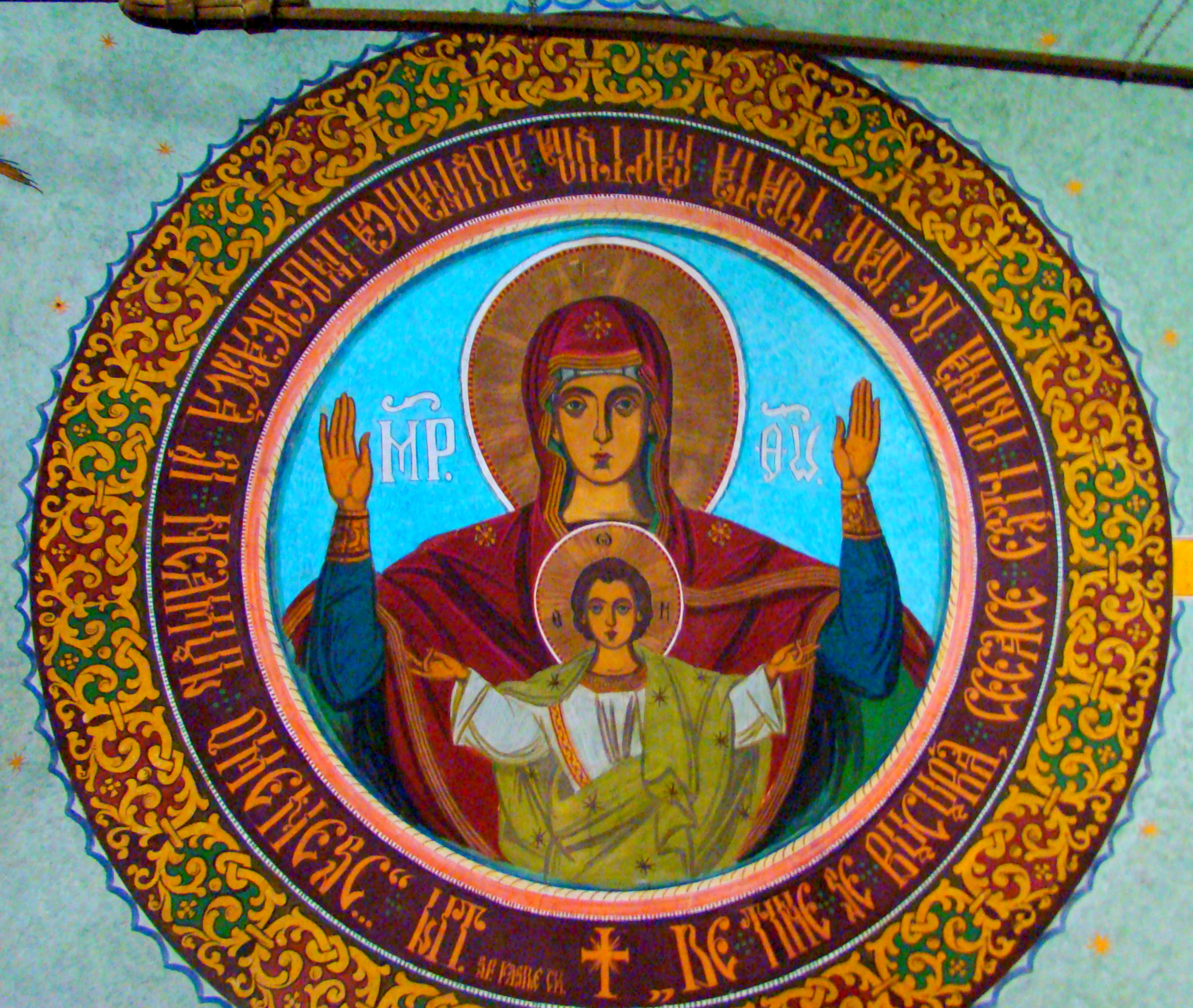
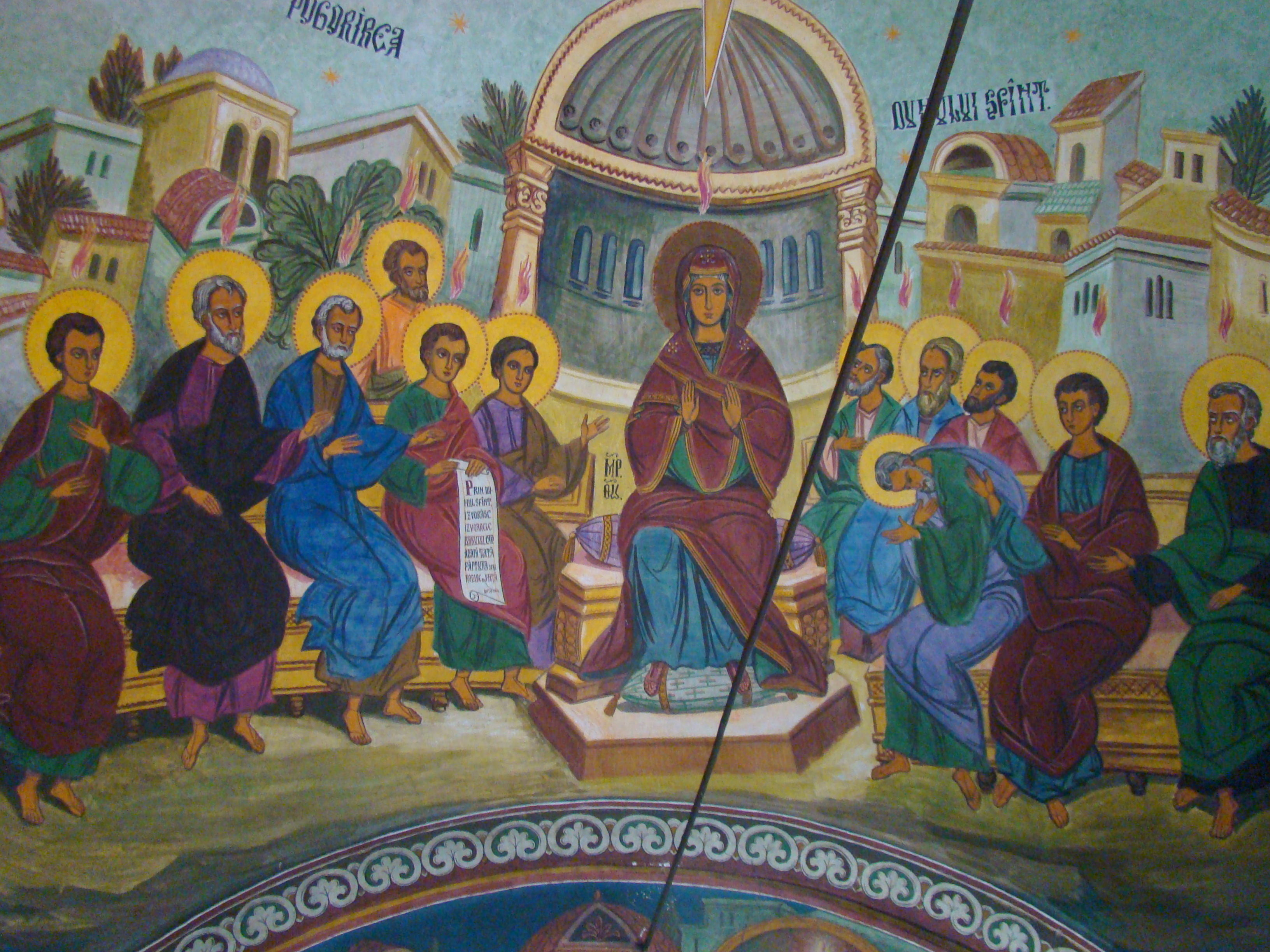
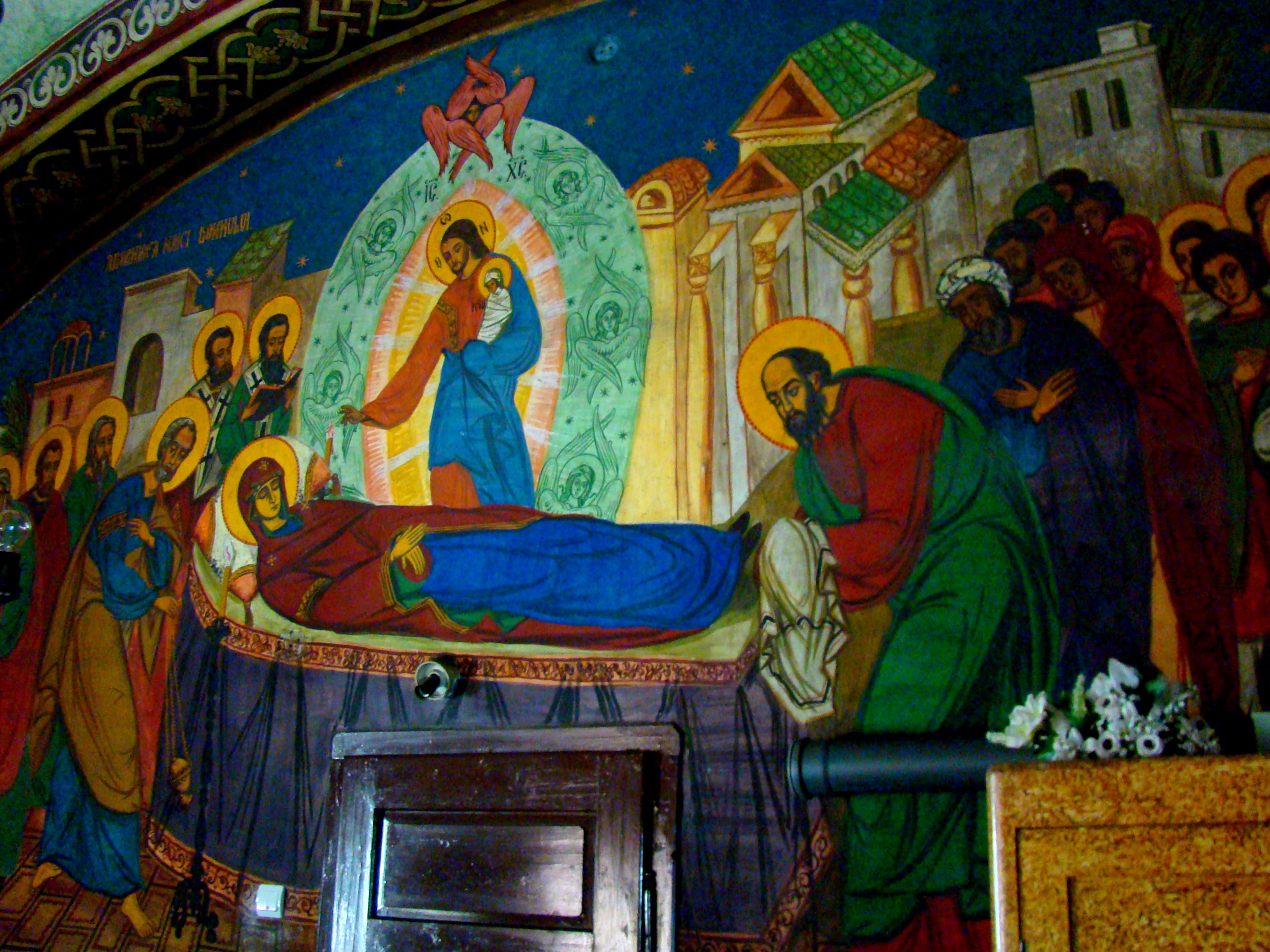
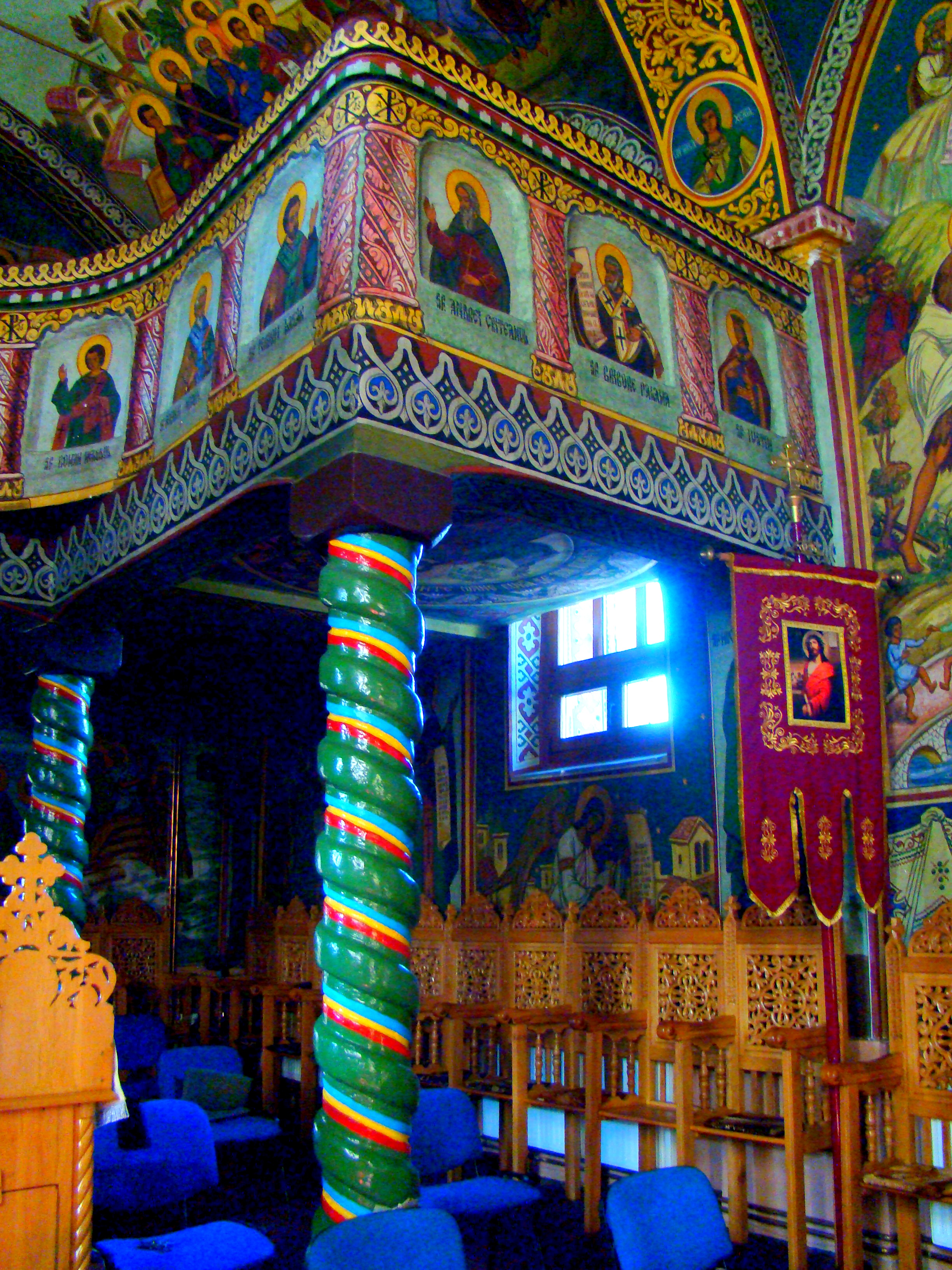
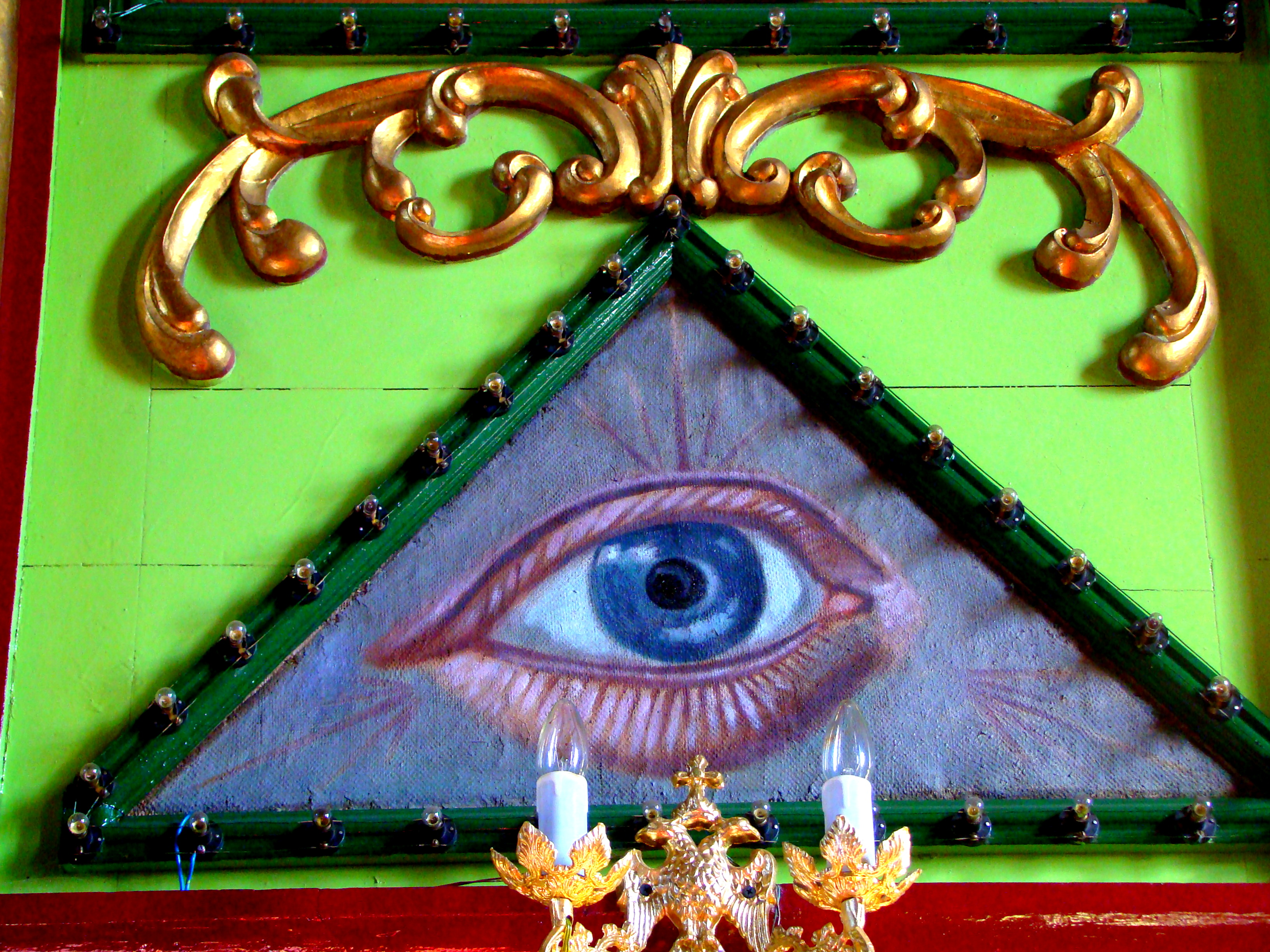
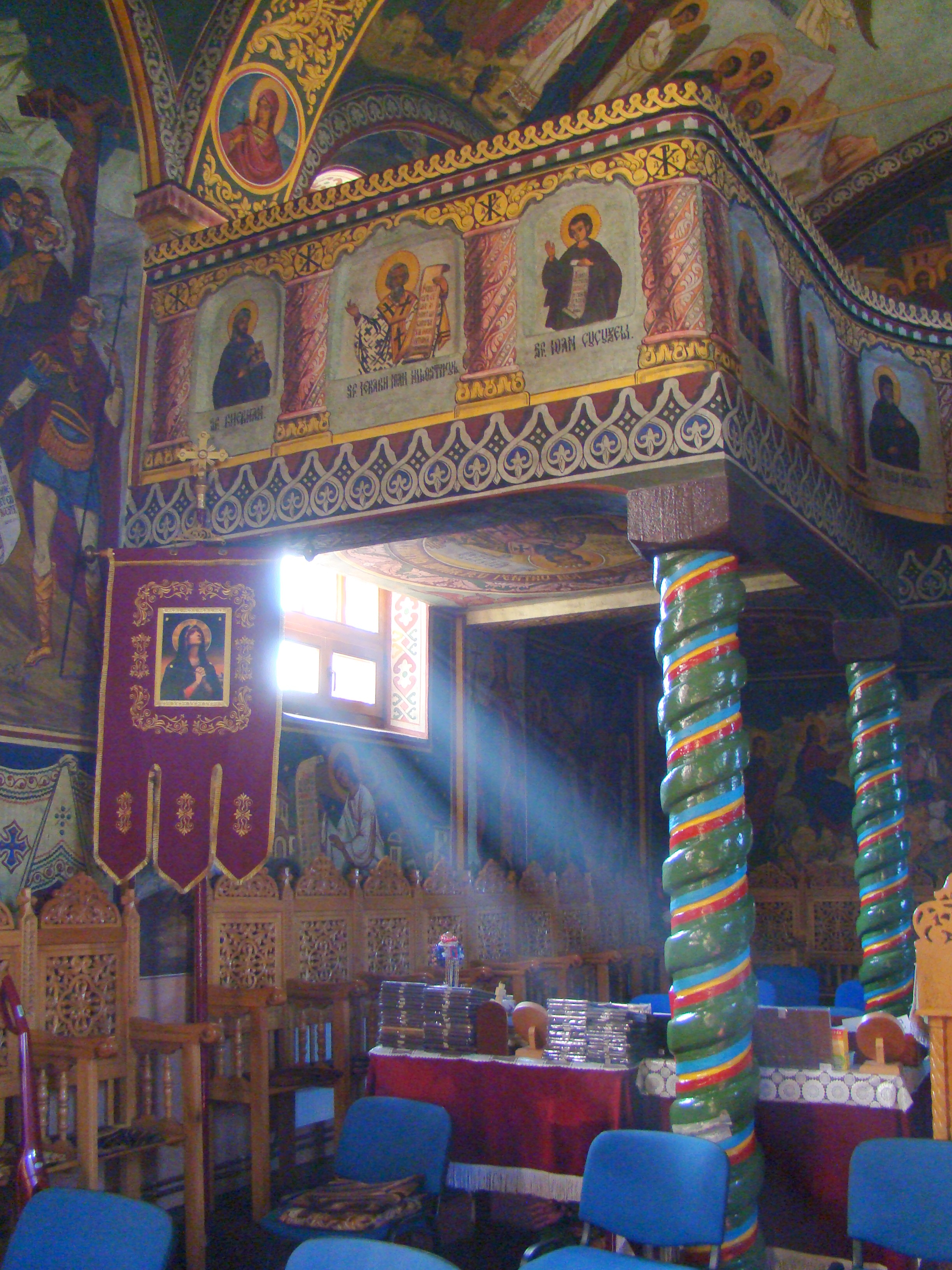
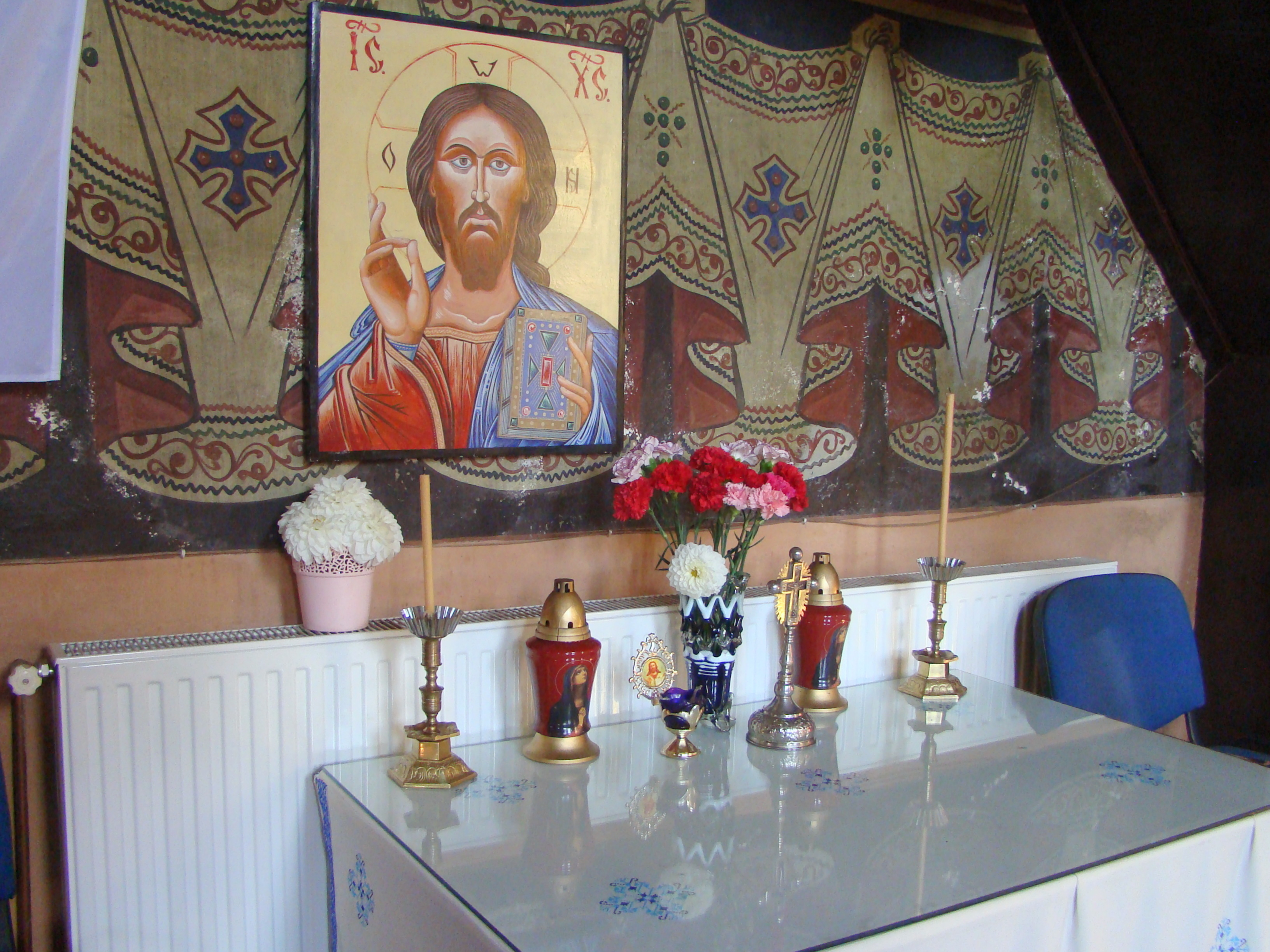